# Economía de Francia
La economía de Francia es una economía social de mercado altamente desarrollada. Es la séptima economía más grande del mundo por PIB nominal y la décima economía más grande por PPA, constituyendo alrededor del 4 % del PIB mundial. A nivel regional, la francesa es la segunda mayor economía de Europa, detrás de la alemana.
El sector de los servicios ocupa al 75 % de la población, mientras que el primario a menos del 2 % y el secundario al 24 %. La economía francesa es cada vez más abierta, representando un lugar importante en el comercio internacional. Francia es el quinto país por sus exportaciones y el quinto por sus importaciones. En 2019, las exportaciones francesas representaron al 20 % del su PIB y las importaciones un 23 %.  La tasa de desempleo sigue siendo más alta que la de otros países desarrollados. 
La industria química es un sector clave para Francia, ya que esto ayuda a desarrollar otras actividades de fabricación y contribuye al crecimiento económico. La industria turística de Francia es un componente importante de su economía, ya que Francia es el destino más visitado del mundo. Sophia Antipolis es el principal centro tecnológico de la economía de Francia. Según el Fondo Monetario Internacional, en 2019, Francia fue el vigésimo país del mundo por PIB per cápita con USD 41 761 dólares por habitante. En 2019, Francia se incluyó en el Índice de Desarrollo Humano de las Naciones Unidas con 0.90 (muy alto desarrollo humano) y en el puesto 21 en el Índice de Percepción de la Corrupción. La OCDE tiene su sede en París, la capital de la nación.
La economía de Francia entró en la recesión de finales de la década de 2000 más tarde y pareció salir antes que la mayoría de las economías afectadas, solo soportando los primeros cuatro trimestres de la contracción. Sin embargo, Francia experimentó un crecimiento estancado entre 2012 y 2014, con una expansión de la economía de 0 % en 2012, 0.8 % en 2013 y 0.2 % en 2014, aunque el crecimiento repuntó en 2015 con 0.8% , 1.1 % para 2016 y un crecimiento pronosticado de 1.6 % para 2017 y 1.8 % para el año 2018, ambos pronósticos para cada uno de los niveles más altos desde 2011 (2.1 %).
En 2016, la esperanza de vida de un obrero en Francia es 6.4 años inferior a la de un ejecutivo.
En 2017, el 10 % más rico de los franceses poseen más de la mitad de la riqueza del país, mientras que el 50 % de los más pobres tienen el 5 %.

## Historia reciente
Desde sus inicios, el poder económico de Francia ha sido a menudo vinculado a la demografía. En virtud de Luis XIV, fue el país más poblado de Europa y, por tanto, el dominante económicamente. Sin embargo, su economía estaba obstaculizada por la debilidad estructural de su flota mercante y militar.
Mientras que la primera Revolución Industrial comenzó en Inglaterra en el siglo XVIII y luego se extendió al Benelux, Francia solo la conoció durante la segunda mitad del siglo XIX, gracias a la liberalización económica bajo el Segundo Imperio y el comienzo de la Tercera República. A finales del siglo, Francia era un país próspero y poderoso, que había superado la potencia económica de Inglaterra y que seguía extendiendo y ampliando sus asentamientos.
En 1880, Francia generaba el 10 % de la producción mundial. Luego, su poder económico se debilitó gradualmente por las malas políticas económicas y un bajo crecimiento de su población agrícola[cita requerida]. En el siglo XX, las guerras mundiales y la descolonización redujeron su peso.
Entre 1946 y 1973, vivió un período de fuerte crecimiento (un promedio de 5 % por año) que el economista Jean Fourastié clasificó como los Treinta Gloriosos. Este fuerte crecimiento se debía principalmente a unos periodos muy importantes de trabajo y a un fuerte aumento de la productividad, gracias a la actualización tecnológica respecto a la potencia dominante, los Estados Unidos, pues la economía francesa tenía mucho retraso económico. Así, en 1950, el ingreso promedio de un francés representaba poco más de la mitad de la de un americano (55 %), mientras que llegó a las cuatro quintas partes en 1973, que dio forma al estado de bienestar. El Estado, en los países occidentales, asumió tareas activas en relación con las posibilidades de incidir directamente sobre la actividad económica, en cuestiones como el nivel de empleo, de demanda y de inversión.
El final de la recuperación coincidía con el final del período de fuerte crecimiento. La fuerza de trabajo hizo poco crecimiento durante este período, a pesar del baby boom. La economía francesa se ha beneficiado del Mercado Común Europeo desde 1957. Francia fue uno de los países fundadores de la Unión Europea en los años cincuenta.
Los franceses disfrutan de un alto nivel de vida, pero su sentido es vivir un período de crisis desde el final de los Treinta Gloriosos. Durante mucho tiempo, esta "crisis" no impidió un crecimiento significativo ni mantener la economía a nivel mundial envidiable, pero desde el decenio de 1980, los temas de "declive" y el temor de la competencia extranjera (la globalización, incluso la integración europea) han sido mucho más importantes, mientras que los indicadores económicos son cada vez más alarmantes. En particular, el desempleo ha aumentado y, a pesar de un descenso a partir de 1997, la tasa media de desempleo sigue siendo más de tres puntos que la de los países del G7.
En Francia en 1990, el PIB per cápita representaba el 75 % del de los Estados Unidos, frente al 70 % en 2006. Durante años, Francia ha sido la cuarta economía más grande, y la diferencia con Gran Bretaña (2 346 millones en 2006) ha sido baja. En cambio, el exceso en este ranking por China, y después por la India, es inevitable.
Algunas estadísticas macroeconómicas muestran una disminución significativa en una parte de las clasificaciones económicas internacionales sobre los veinticinco últimos años. En 1980, Francia fue uno de los países más ricos del mundo: el PIB per cápita fue el sexto más grande del mundo, detrás de los Estados Unidos, Suiza, Luxemburgo, Islandia o Canadá. Se superaba algunos rivales económicos como Alemania, Japón o el Reino Unido. El nivel de vida en los países escandinavos también estaba por debajo del francés. El decenio de 1980 fue de relativo declive económico.
En 1994, el PIB per cápita de los franceses era el décimo tercero a escala global. Algunas economías, como las de Alemania o Japón, han visto un aumento importante. Otros han sufrido una caída todavía más fuerte que la francesa, como la de Canadá.
En 1999, la introducción de la moneda única marcó el deseo de estrechar la cooperación económica de la mayoría de los países de la Unión Económica y Monetaria. En 2004, el PIB per cápita en Francia es el 16 o 17 más grande del mundo.
En 2005, la deuda pública francesa superó el 60 % del PIB. La tasa de actividad de los franceses es inferior a la de los otros países desarrollados, por la entrada tardía de los jóvenes en la vida laboral (22 años en promedio), la reducción de la edad efectiva de jubilación (57 años) y la baja tasa de empleo de la población en edad de trabajar. El tiempo legal de trabajo se redujo a 35 horas semanales en 2002
La tasa de empleo (63.8 % en 2006), cerca de la media europea (64.8 %) es inferior a la UE-15 (66.2 %), y el promedio de los países desarrollados, especialmente para personas de la tercera edad, los jóvenes menores de 30 años y poco calificados.
El crecimiento del PIB per cápita francés es menor que la de otros países durante los dos últimos decenios. Durante los últimos años una fuerte oposición social en contra de las reformas del mercado laboral ha impedido que el gobierno intente reactivar la economía a costa de la seguridad de los trabajadores. En 2007, el gobierno ha lanzado importantes esfuerzos para reformar la economía. En 2007, el déficit del presupuesto público ha vuelto a estar dentro de la limitante del 3 % del PIB impuesta por la Unión Europea, y el paro ha bajado de 9 %.
Francia atraviesa por una transición, desde una economía moderna y desarrollada con una importante presencia del gobierno, hacia una donde el mercado carece de regulaciones. El gobierno ha privatizado varias grandes empresas, bancos y aseguradores. Aún tiene una fuerte presencia en algunos sectores, particularmente la energía, el transporte público, la defensa y la industria. Las telecomunicaciones se abren cada vez más a la competencia. La presión fiscal es una de las más altas en Europa (casi el 45 % del PIB).
En 2017, el endeudamiento del sector público alcanza el 98 % del PIB y el endeudamiento del sector privado, el 130 % del PIB. En diez años, la deuda de las empresas francesas aumentó 750 mil millones de euros.

## Comercio exterior
En 2020, el país fue el sexto exportador más grande del mundo (555.1 mil millones USD en bienes, 3 % del total mundial). Considerando los bienes y servicios exportados, las exportaciones fueron de 882.7 mil millones USD. En importaciones, en 2019, fue el séptimo mayor importador del mundo: US 637.9 mil millones USD.

## Sector primario

### Agricultura
Francia produjo, en 2018:

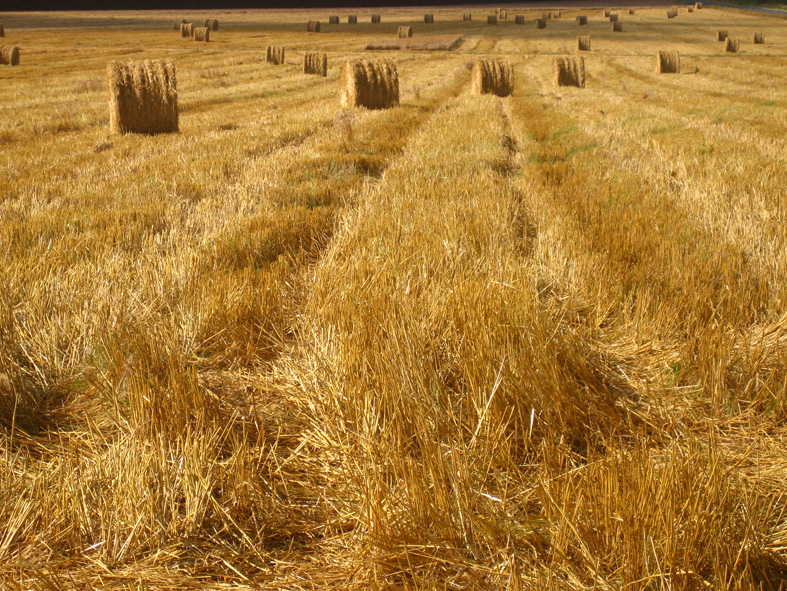
Francia tiene la industria agro-alimentaria más importante de Europa.

- 39.5 millones de toneladas de remolacha azucarera (segundo productor mundial, solo detrás de Rusia), que sirve para producir azúcar y etanol;
- 35.8 millones de toneladas de trigo (quinto productor mundial);
- 12.6 millones de toneladas de maíz (undécimo productor mundial);
- 11.2 millones de toneladas de cebada (segundo productor mundial, solo detrás de Rusia);
- 7.8 millones de toneladas de patata (octavo productor mundial);
- 6.2 millones de toneladas de uva (quinto productor mundial);
- 4.9 millones de toneladas de colza (cuarto productor más grande del mundo, detrás de Canadá, China e India);
- 2.2 millones de toneladas de caña de azúcar;
- 1.7 millones de toneladas de manzana (noveno productor mundial);
- 1.3 millones de toneladas de triticale (cuarto productor mundial, solo por detrás de Polonia, Alemania y Bielorrusia);
- 1.2 millones de toneladas de girasol (noveno productor mundial);
- 712 mil toneladas de tomates;
- 660 mil toneladas de lino;
- 615 mil toneladas de guisante seco;
- 535 mil toneladas de zanahoria;
- 427 mil toneladas de avena;
- 400 mil toneladas de soja;

Además de producciones más pequeñas de otros productos agrícolas. La agricultura de Francia está altamente subsidiada por el gobierno, ya que no puede competir con países fuera del bloque europeo. Los agricultores franceses presionan habitualmente al gobierno para que detenga las importaciones agrícolas de los países más pobres, como los de América del Sur.
Francia es la primera potencia agrícola de la Unión Europea. Es el tercer mayor exportador mundial de productos alimentarios, detrás de los Estados Unidos y Brasil, y el excedente del comercio exterior de este sector ascendió a nueve mil millones de euros en 2007. En 2005, la agricultura empleaba a cerca de un millón de personas (6 % de los activos). En 2008, los ingresos agrícolas netos eran de 23 millones de euros (2 % del PIB), incluyendo siete millones de subvenciones.
La parte de los agricultores en la población laboral francesa de la fuerza laboral está disminuyendo, pero la agricultura sigue siendo uno de los sectores más dinámicos. Se ha modernizado mucho desde hace tres decenios, cuando han sucedido espectaculares aumentos en la productividad gracias a rendimientos muy fuertes.
Los principales cultivos son cereales (trigo, maíz) y el azúcar (gracias a los territorios de ultramar), vino, productos lácteos, frutas y hortalizas, animales y productos cárnicos, que son exportados y que generan excedentes. Por el contrario, la pesca conoce dificultades y es deficitaria. Francia tiene una de las mayores ganaderías de la Unión Europea: incluye más de 20 millones de cabezas de ganados, 16 millones de cerdos y nueve millones de ovejas.
Produce casi una cuarta parte de la carne consumida en Europa, es el mayor productor europeo de carne de aves y el tercer productor de ovinos y porcinos. En 2007, Francia producía 60 millones de toneladas de cereales, de los cuales alrededor de la mitad está representada por el trigo para el consumo de alimentos del ganado. La cebada y el maíz son también utilizados para el ganado. Produce alrededor de seis millones de toneladas de carne y 20 millones de toneladas de frutas y hortalizas.

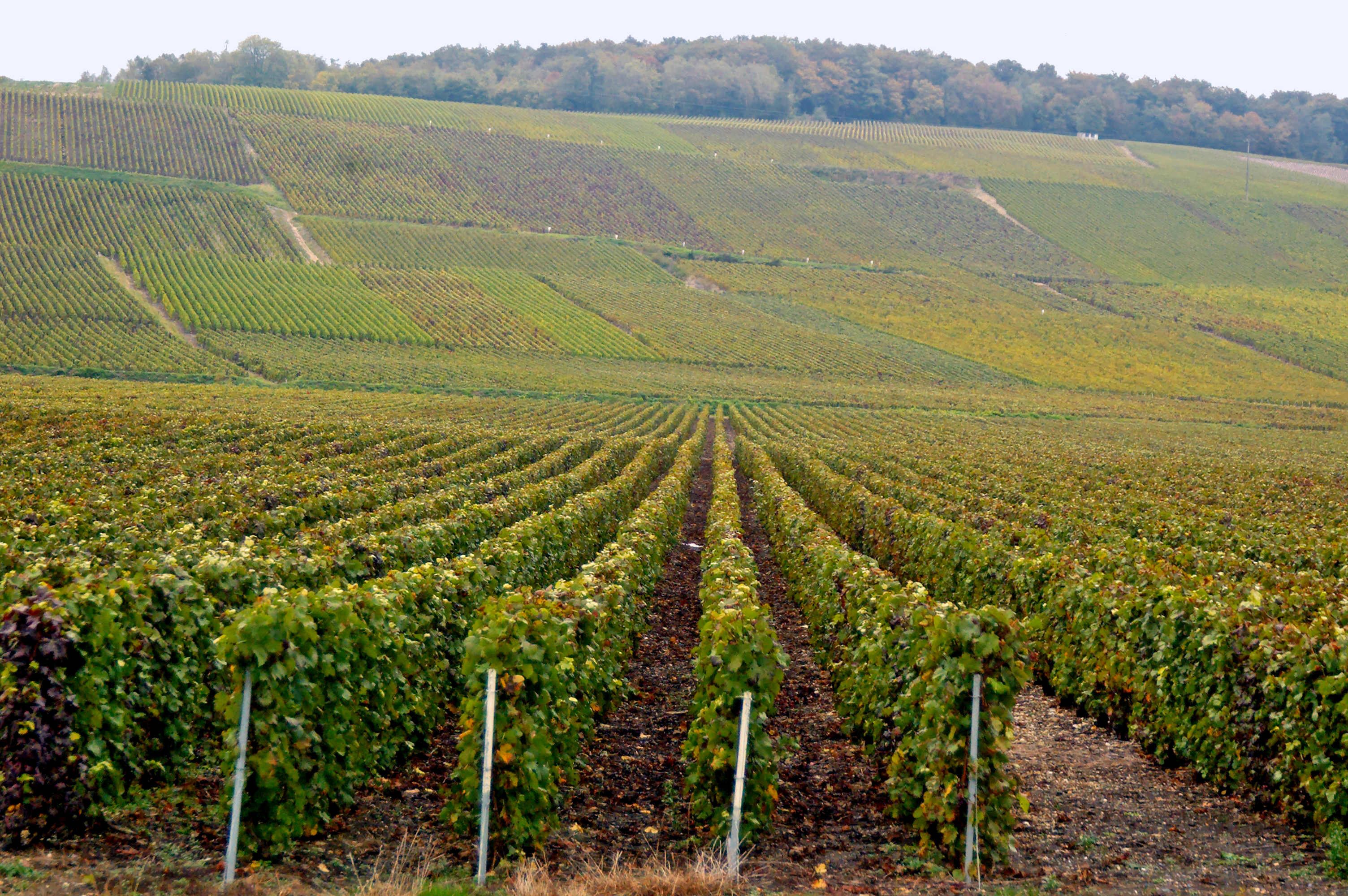
Las ventas de vinos llegan por delante de los productos más exportados.

La agricultura constituye el apoyo de una fuerte sector industrial de los alimentos (sector secundario). Sector importante de la economía francesa, representa un volumen de negocios de 140 mil millones de euros, incluyendo 25 mil millones para las exportaciones. Con casi 400 000 empleados, la agroindustria es el tercer mayor empleador de la industria francesa. La industria alimentaria también es un mercado muy abierto para la exportación, que genera un superávit comercial importante. Las ventas de vinos llegan por delante de los productos más exportados, seguido de productos lácteos y del sector de los cereales.
La Política Agrícola Común (PAC), que fue creada a iniciativa de Francia para fortalecer la agricultura nacional, ha sido una fuente permanente de problemas, por no mencionar los conflictos políticos en Europa.

### Ganadería
En ganadería, Francia fue, en 2019, el octavo productor mundial de carne de cerdo, con una producción de 2.2 millones de toneladas; el séptimo productor mundial de leche de vaca, con una producción de 24.9 mil millones de litros; el quinto productor mundial de leche de cabra, con una producción de 656.7 millones de litros; el octavo productor mundial de carne de vacuno, con una producción de 1.4 millones de toneladas; el 27.º productor mundial de carne de pollo, con una producción de 1.1 millones de toneladas, entre otros. Francia es el mayor exportador de queso del mundo.

## Sector secundario

### Industria
El Banco Mundial enumera los principales países productores cada año, según el valor total de la producción. Según la lista de 2019, Francia tenía la octava industria más valiosa del mundo ($ 266.6 mil millones). El país es altamente dependiente del proteccionismo que lleva a cabo la Unión Europea, a la que realiza muchas de sus exportaciones.
En 2019, Francia fue el décimo productor mundial de  vehículos en el mundo (2.2 millones) y el décimo sexto productor mundial de acero (14.5 millones de toneladas). Francia es también uno de los cinco principales productores mundiales de vino (fue el segundo mayor productor mundial en 2018, solo detrás de Italia), con una producción de alta calidad, reconocida internacionalmente.
Los sectores industriales líderes en Francia son las telecomunicaciones (incluidos los satélites de comunicaciones), la industria aeroespacial y la defensa (armas y aviones de combate), la construcción naval (navales y buques especializados), la industria farmacéutica, la construcción y la ingeniería civil, la química, los textiles y la producción de automóviles. La industria química es un sector clave para Francia.
Las multinacionales francesas son fundamentales para recaudar miles de millones de dólares al año en todo el mundo. Las empresas francesas más importantes son: Accor, Air France, Air Liquide, Alcatel, Alstom, Areva, Aventis , Axa, BNP Paribas, Bouygues, Carrefour, Champion, Citroën, Danone, EDF, Elf, FNAC, France Telecom, Leroy Merlin, Michelin, Peugeot, Renault, San Gobain, Suez, Thales, Thomson, Total y Vivendi, entre otros. 
La industria francesa es la segunda en Europa y la novena más grande del mundo. El sector secundario representa el 20 % de los puestos de trabajo, el 40 % de las inversiones y casi el 80 % de las exportaciones francesas. Sin embargo, aunque la industria ha visto su producción aumentar, perdió cerca de 1.5 millones de puestos de trabajo durante los últimos veinticinco años. La industria francesa ha experimentado una rápida fusión de sus negocios y una rápida expansión de sus inversiones directas en el extranjero. En el año 2008, las empresas francesas y sus 20 000 filiales fuera del hexágono empleaban 3.7 millones de personas. Las empresas controladas por grupos extranjeros emplean el 30 % de los empleados.

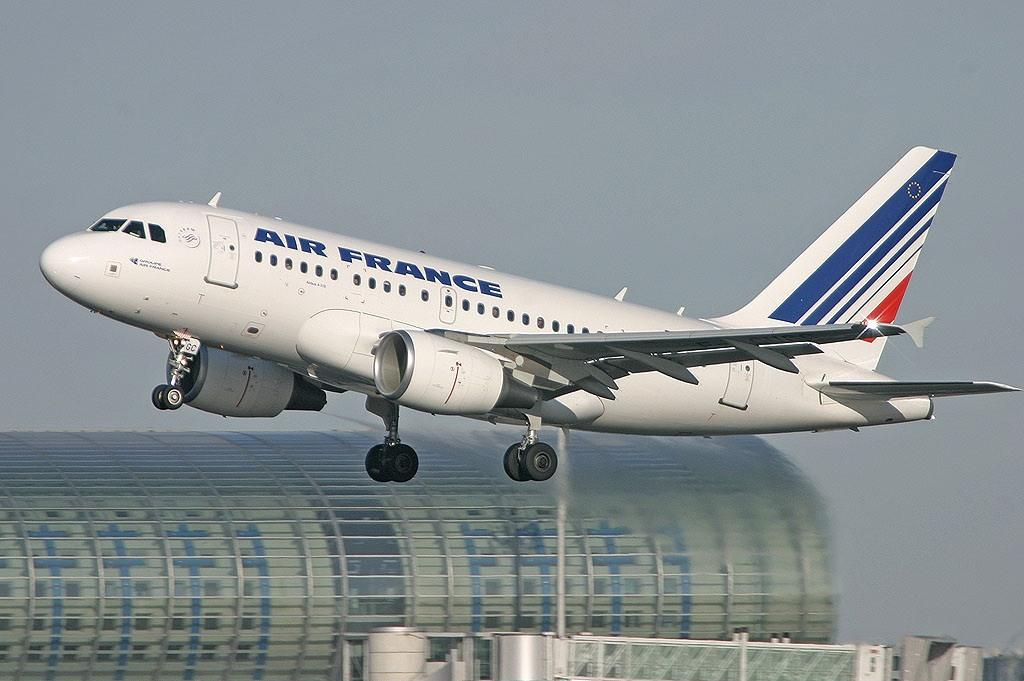
La industria aeronáutica y espacial es un sector importante en Francia.

La industria francesa posee una fama y prestigio muy importantes, reflejando el savoir-faire francés en los diferentes sectores de las industrias tradicionales como la automoción, el material ferroviario, el lujo, la moda y las industrias de la alimentación, sino también el éxito de tecnologías como el sector de la energía o aeronaves y naves espaciales.
Francia tiene otros sectores fuertes como las telecomunicaciones, las producción de tarjetas de chips (más del 80 % de la producción mundial). La industria aeronáutica y espacial está dominada por grandes empresas, entre ellas Dassault, Airbus, Aérospatiale o Matra. La densidad del red industrial y su calidad aseguran una presencia permanente de empresas que sub-contratan muchos servicios para las empresas. 
Durante toda la década 1990 (excepto en 1993) y hasta el comienzo de los años 2000, la industria francesa estaba un sector lidero en la economía nacional, creando muchos empleos y mejorando cada año su productividad. Estaba una industria competitiva y diversificada que generaba superávites comerciales récords, estabilizando sus cuotas de mercado delante Reino Unido y Italia. Pero a comienzos de los años 2000, el sector sufrió mucho la crisis mundial y está acumulando puntos deficitarios exteriores y perdiendo cuotas de mercado desde 2001, con un alza de los costes y una baja significativa de la competitividad.
Para la industria energética y la industria de transportes, ver arriba Infraestructuras
Para la industria agroalimentaria, ver abajo Agricultura

#### Automóvil

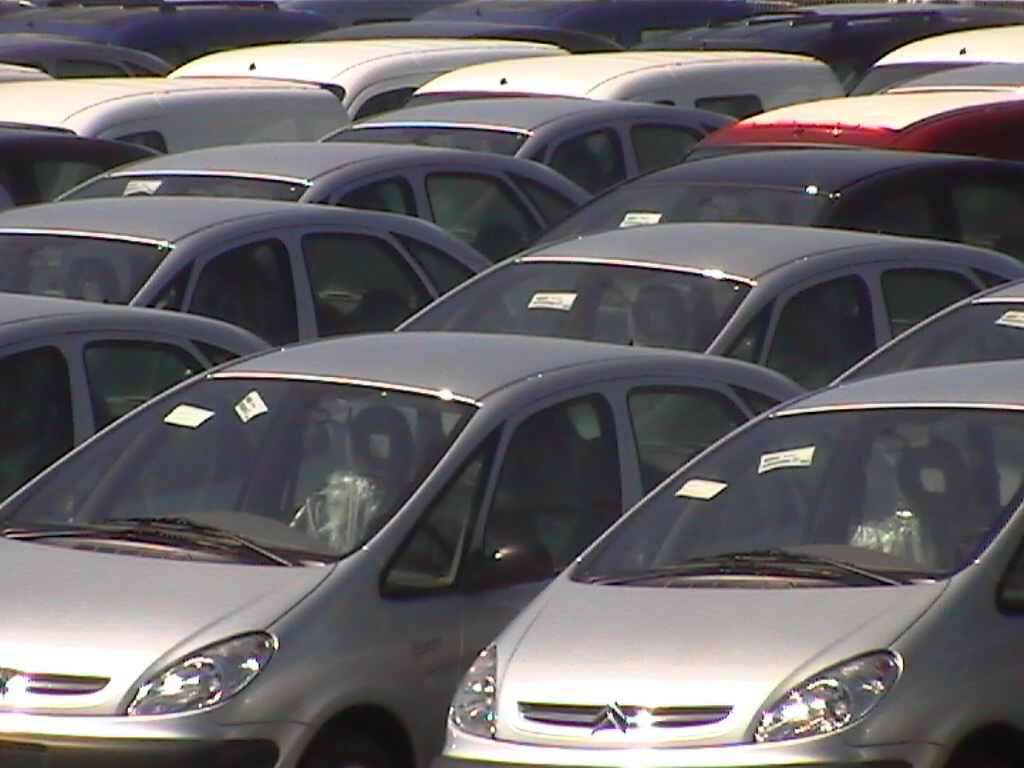
La industria del automóvil sigue siendo un sector importante en Francia.

La industria del automóvil desempeñaba un papel de liderazgo en el crecimiento de la producción industrial. Los fabricantes se concentran cada vez más en su diseño y montaje, y subcontratan una gran parte de otras funciones, pero hay un efecto multiplicador en las industrias productoras de bienes (acero, plástico, vidrio...), que representan el 30 % de sus consumos intermedios, así como la producción de equipos mecánicos (máquina-herramienta), pero también las industrias de servicios (vehículos de transporte y sus partes). Así, 2 465 000 empleos dependen indirectamente de la industria automóvil, y en los 90 mil millones de euros de volumen de negocios, el 65 % se realiza con otros sectores.
El sector se ha concentrado mucho en los últimas décadas, y dos constructores están ahora presentes en el mercado, el Groupe PSA (Peugeot, Opel y Citroën) y Renault. En 2008, estos dos grupos produjeron 5.8 millones de vehículos, incluyendo cinco millones de automóviles, con cerca de 40 % de la producción hecha en Francia.
Exportan más de cuatro millones de vehículos en 2007, lo que genera excedentes comerciales significativos. Sin embargo, después de una década de crecimiento sostenible, la industria automóvil se ha recientemente enfrentado a una concurrencia mundial aguda, con pérdidas de cuotas de mercado, a pesar de establecerse cada vez más en el extranjero para bajar los costes.

#### Construcción
A partir de 1945, estaba una necesidad urgente modernizar el sistema de producción para enfrentar el crecimiento demográfico. Pero después de tres décadas de excepcional expansión, en 1975 las dificultades económicas llevaron a las empresas a reducir sus inversiones en el edificio, con una baja de la compra de viviendas por los hogares. Desde 1975, la actividad de la construcción se ha ralentizado y ha experimentado muchas pérdidas de puestos de trabajo, Sin embargo, ha conocido una ligera recuperación desde 1997. Ahora, representa un volumen de negocios de más de 270 millones de euros. La industria de la construcción emplea directamente a 1.7 millones de personas y representa casi el mismo número de puestos de trabajo indirectos.
Las obras públicas son el dominio privilegiado de las grandes empresas que han atravesado un gran movimiento de concentración a partir de 1975. Los más importantes son Bouygues, Vinci y Eiffage. Estas empresas se basan en técnicas cada vez más sofisticadas. Ellos operan dentro del marcado nacional para la construcción de carreteras y de grandes edificios tales como el viaducto de Millau que fue el puente más alto del mundo. También son muy activas fuera de Francia, donde se enfrentan, sin embargo, la competencia de grupos extranjeros, incluidos los de los países recientemente industrializados.
La construcción de viviendas, por el contrario, presenta una estructura muy fragmentada, con 30 000 pequeñas y medianas empresas (PYME). La actividad de este sector está estrechamente vinculada a las medidas adoptadas para la construcción de vivienda, por diversas formas de ayuda y préstamos, que representan un total de unos 18 millones de euros al año. Desde 2000, el número de viviendas construidas cada año supera las 300 000 unidades, y superó las 400 000 unidades entre 2005 y 2007. La casa representa a la mayor parte del sector, con casi el 60 % de las nuevas construcciones en 2008.

### Energía
En energías no renovables, en 2020, el país fue el 73.er productor mundial de petróleo, con una producción casi nula (13 mil barriles / día). En 2019, el país consumió 1.53 millones de barriles / día (el 14 ° consumidor más grande del mundo). El país fue el duodécimo mayor importador de petróleo del mundo en 2018 (1.13 millones de barriles / día). En 2015, Francia fue el 89.º productor mundial de gas natural, con una producción casi nula. En 2010, Francia fue el sexto mayor importador de gas del mundo (46 200 millones de m³ por año), principalmente de Rusia.  Francia es bastante dependiente de energía nuclear: en 2019, el país tenía 56  plantas atómicas en su territorio, con una capacidad instalada de 61.3 GW. Es el segundo país del mundo con más plantas atómicas. A pesar de todo su discurso ambiental, Francia depende de las importaciones de energía fósil y energía atómica, y solo implementa plantas eólicas y solares para las necesidades energéticas puras de sus industrias que contaminan el medio ambiente.
En energías renovables, en 2020, Francia fue el séptimo productor mundial de energía eólica en el mundo, con 17.3 GW de potencia instalada, el duodécimo productor mundial de energía solar, con 11.7 GW de potencia instalada; y en 2014 fue el décimo productor de energía hidroeléctrica en el mundo, con una capacidad instalada de 25 GW.

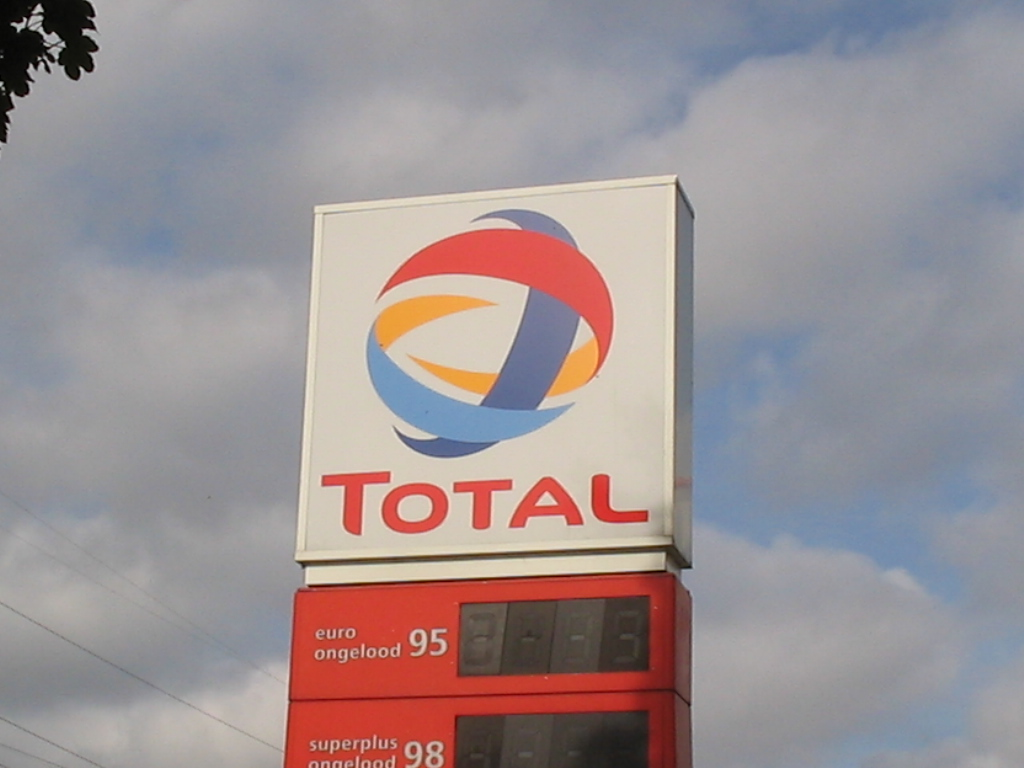
Total es la empresa más grande de Francia.

A pesar de que solo tiene recursos limitados, Francia es parcialmente independiente gracias a la industria nuclear. Produce la mitad de sus necesidades enérgicas. La producción de electricidad nuclear de Francia esta hoy la segunda más grande del mundo para este tipo de energía, detrás de los Estados Unidos. Sin embargo, las importaciones de Francia representan la gran mayoría de sus hidrocarburos: Francia sigue siendo muy dependiente, aun si esta dependencia ha sido reducida.
La producción de petróleo alcanza dos millones de toneladas, cuando las importaciones superan 70 millones de toneladas de petróleo crudo (25 millones de toneladas de productos refinados). Francia dispone de una red de refinado muy operativa (13 refinerías). Su dependencia es casi total en cuanto al gas natural, distribuido por el grupo público Gaz de France, un grupo. El carbón representa solo el 5 % de la energía primaria nacional, contra 15 % en 1973.
La producción de electricidad se ha multiplicada casi por 10 en 50 años. Cubre más del 40 % del total de las necesidades energéticas del país. Électricité de France (EDF) se ha convertido en una de las primeras empresas de electricidad en todo el mundo, y exporta su producción en toda la Europa. La energía nuclear representa el 78 % del total de la producción nacional de electricidad, las centrales térmicas convencionales más del 10 % y la energía hidroeléctrica el 12 % (en contra de 55 % en 1960).

#### El desafío energético
Algunos de los principales principios que guiaron la política energética de Francia durante más de treinta años fueron la lucha contra la dependencia energética y el desarrollo de la energía nuclear por culpa a la falta de recursos fósiles en el territorio. Dos acontecimientos más recientes han cambiado las directrices básicas: el deseo de preservar el medio ambiente y un mayor papel dejado por el estado al mercado. Los consumidores franceses benefician de los precios de la energía entre los más bajos en los países de la OCDE.

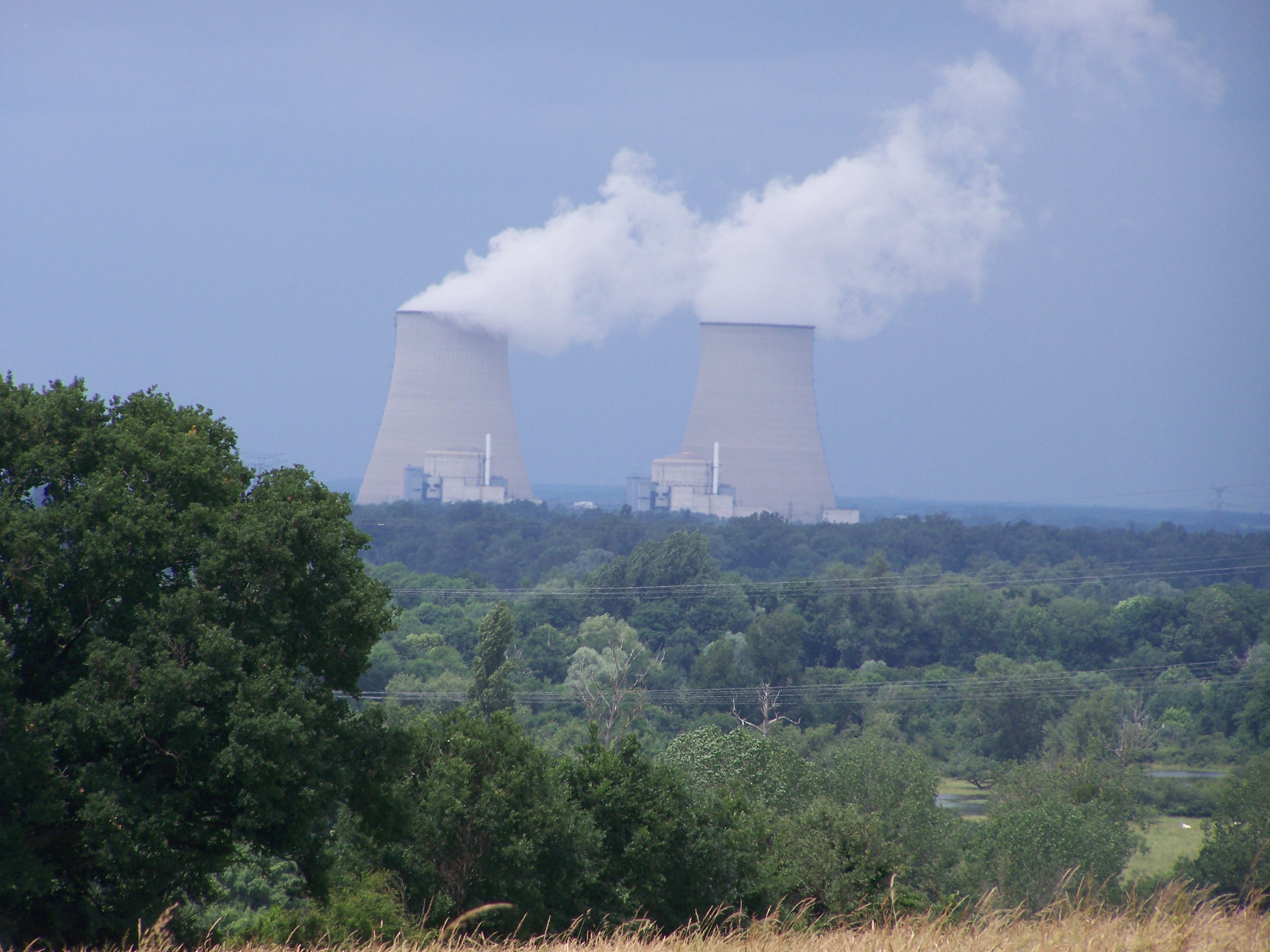
Francia es el primer productor de energía nuclear en Europa.

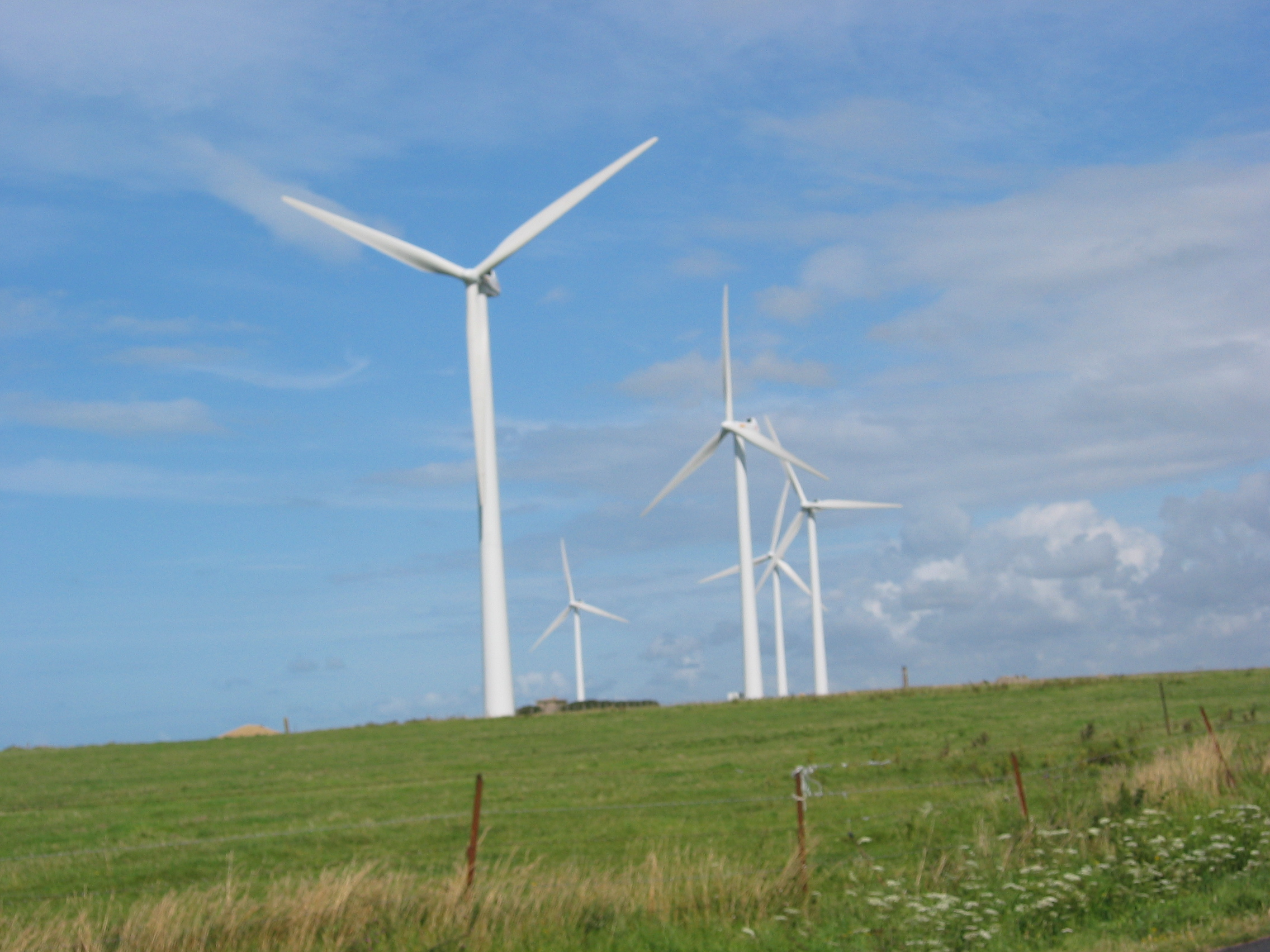
Francia ha diversificado sus fuentes energéticas.

Un primer principio de la política energética ha sido diversificar las fuentes. Debido a la falta de recursos fósiles en Francia, el gas y el petróleo, que representan actualmente el 49 % del consumo de energía, son casi totalmente importados. La dependencia del petróleo en el Oriente Medio es hoy más bajo (27 % del petróleo importado) que ayer, porque la mayor cantidad de petróleo proviene de África (19 %) del mar del Norte (30 %) o Rusia (23 %).
Sin embargo, esta diversificación tiene sus límites, ya que hay que recordar que dos tercios de las reservas de petróleo están en el Oriente Medio. En términos de gas natural, el deseo de diversificación ha llevado a Francia a buscar otros socios que Rusia (22 % del gas importado): Egipto, Argelia, Países Bajos, países acerca del mar Caspio.
La energía nuclear está en el corazón de la política energética de Francia. El país es el segundo productor de energía nuclear en el mundo y el 78 % del consumo francés de electricidad está generada por la energía nuclear. Históricamente, la energía nuclear era una respuesta a la crisis del petróleo de 1973 y al declive de la producción de carbón.
La búsqueda de la independencia energética estaba en el origen de esta política: en aquella época, Francia importaba 76 % de sus necesidades de energía, principalmente en forma de hidrocarburos. Hoy en día, gracias a la energía nuclear, esta cifra se redujo por debajo del 50 %. El ganó de las importaciones de combustibles fósiles se estima ahora en más de 20 millones de euros al año.
La industria nuclear emplea directamente a 100 000 personas en Francia, un peso económico muy importante. En la lucha contra el efecto invernadero, la ventaja de esta tecnología es innegable: Francia es la más baja emisión de CO2 per cápita de toda la Unión Europea.
El desarrollo de las energías renovables es otro punto más reciente de la política energética. La posición exacta de la energía nuclear en el futuro dependerá en gran medida de los resultados de la investigación en energías renovables. La eólica, la solar y la energía hidroeléctrica tienen esta ventaja en la generación de electricidad que no descarguen sus desechos como la energía nuclear, pero su uso en Francia sigue siendo marginal, ya que actualmente representan solo el 5.6 % del consumo total de energía en el país. Sin embargo, los requisitos medioambientales relacionados, en particular, al calentamiento global debería forzar su desarrollo en los próximos decenios.
Desde la década de 1990, la tendencia es la retirada del estado del sector de la energía. Con la privatización de grandes empresas petroleras, la apertura a la competencia (bajo la presión de Bruselas), los productores y los distribuidores de gas y electricidad, nuevos grupos franceses se han convertido en jugadores competitivos en la economía europea y mundial. Sin embargo, el estado aún tiene un papel importante en el sector de la energía debido a su carácter estratégico: ha decidido invertir con otros países en el desarrollo del reactor experimental ITER, basada en la fusión nuclear y puso en marcha la construcción de un reactor nuclear de tercera generación, EPR.

### Minería
Francia tiene una pequeña producción de minerales, donde destaca la extracción de níquel en Nueva Caledonia, que es la cuarta más grande del mundo. Además, Francia es el decimotercer productor mundial de yeso y el decimotercer mayor productor mundial de  sal. Guayana Francesa produce oro, pero en pequeñas cantidades; cerca de dos toneladas por año.

## Sector terciario

### Turismo
Uno de los sectores que mueve la economía de Francia a una gran escala, sin duda, es el turismo. En 2018, Francia fue el país más visitado del mundo, con 89.4 millones de turistas internacionales. Este año, los ingresos por turismo ocuparon el tercer lugar en el mundo (67 300 millones de dólares, solo superados por Estados Unidos y España).
Francia es el primer destino del mundo para los turistas. Ha acogido a 81 millones de turistas en 2007, o aproximadamente el 10 % del total mundial. El turismo representa el 6 % del PBI y emplea directamente a 800 000 activos. Contribuye positivamente a la balanza por cuenta corriente. En 2007 el turismo internacional generó 33 millones de euros de ingresos en Francia, así Francia es el tercer país para los ingresos turísticos detrás de Estados Unidos y España. Pero es el país que acoge al más turistas del mundo, delante de España y de los Estados Unidos.
Hay alrededor de 180 000 empresas, incluidos los 89 000 restaurantes, cafés 51 000, 37 000 hoteles y otros alojamientos colectivos y 3600 agencias de viajes. Con 8.5 millones de euros en 2000, el sector del turismo se caracteriza por una importante inversión. Estos están relacionados principalmente con el alojamiento y la restauración y las instalaciones turísticas.
Entre los sitios culturales más frecuentados es la Catedral de Notre-Dame de París (14 millones de visitantes en 2007), la Torre Eiffel (7 millones), el Centro Georges Pompidou (5 millones), el Musée du Louvre (8 millones), la Basílica del Sacré Cœur, Nuestra Señora de Lourdes, y el Palacio de Versalles (5 millones). En el sector de parques de ocio, Disneyland París, con 14 millones de entradas en 2007, es líder delante del Parc Astérix. Algunas empresas se han implementado en el extranjero, como las agencias de viajes Club Méditerranée y Pierre et Vacances, y los gigantes Sodexo para la alimentación y Accor para la hostelería.

### Servicios
El sector terciario emplea al 76 % de la población activa, más de 16 millones de franceses. Este es el sector que más contribuye al crecimiento de la francesa y que más procura empleos. Representa ahora el 75 % del PIB y se desarrolla cada vez más. Así, mientras que en 1998 solo el 19 % de los hogares tenían un ordenador y el 4 % una conexión internet, en 2008, estaban el 62 % y el 56 %.

### Comercio
El sector del comercio emplea a más de tres millones de personas en Francia, casi un empleado de cada cinco. El comercio es la actividad principal de 660 000 empresas: 61 % en el comercio minorista (1.6 millones de empleados), el 26 % en el comercio mayorista (995 000) y el 13 % del comercio en las reparaciones de automóviles (420 000). En cuanto al volumen de negocios, el del comercio mayorista es de 620 mil millones, en el comercio minorista 440 mil millones, y en el comercio de automóviles 140 mil millones. La mayor parte de las empresas son pequeños comercios y tiendas del artesanado comercial, del comercio al por mayor y del comercio automóvil. Pero el sector del comercio minorista es dominado por las empresas de la gran distribución.

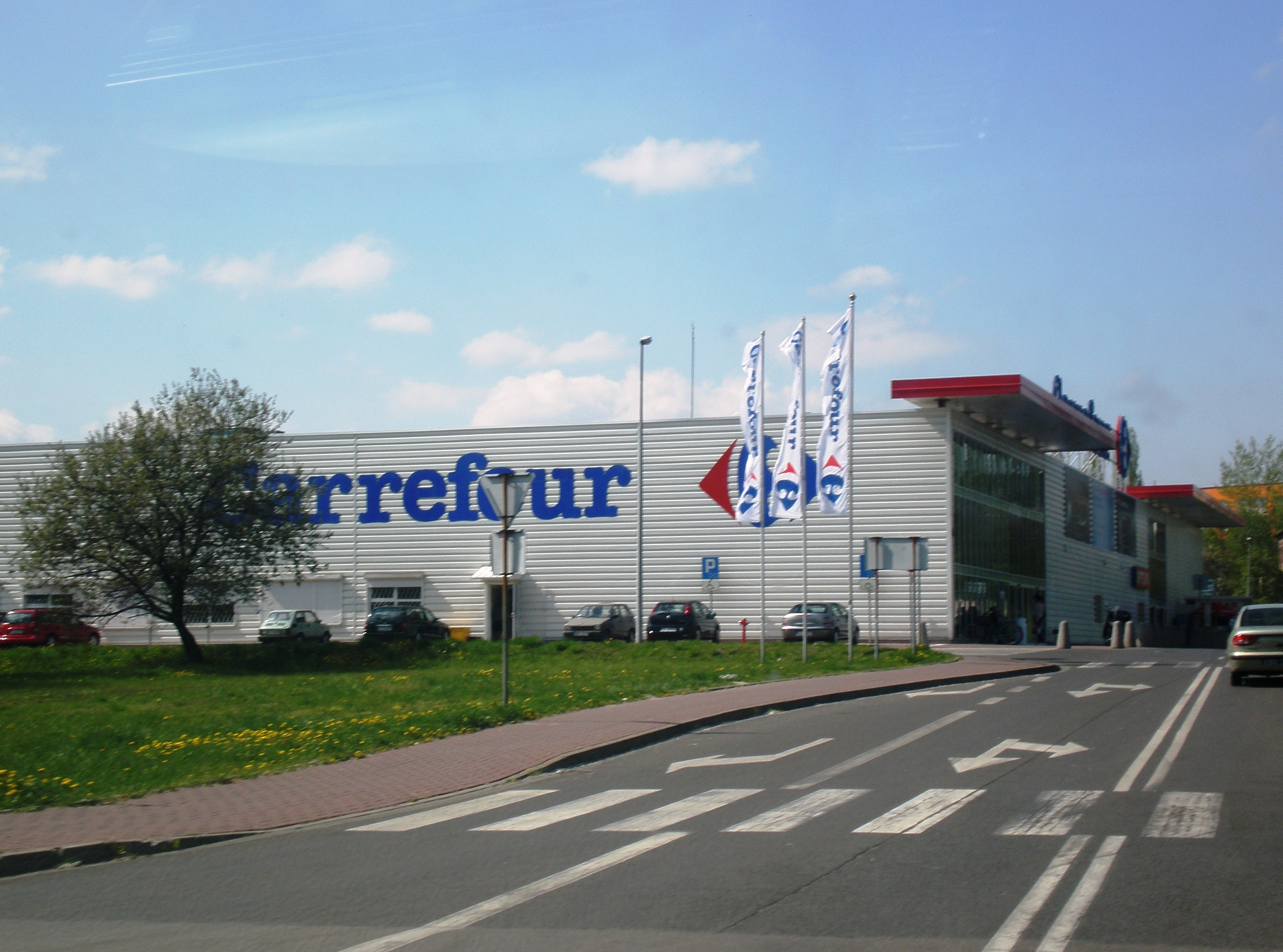
Carrefour es el primer empleador de Francia.

La gran distribución francesa emplea a más de 2.5 millones de personas. Con 1600 hipermercados y 10 000 supermercados, Francia es uno de los países que disponen de los redes más grandes del mundo. Los distribuidores venden más del 60 % de la distribución de alimentos y del 30 % de los productos no alimentarios. Grupos especializados tales como Carrefour, Auchan, Intermarché, Champion, E.Leclerc y Casino dominan el sector, y se han instalado en el extranjero.
Algunos se han especializado, tales como FNAC, Decathlon, Darty, Conforama o Leroy Merlin. Los hipermercados están ubicados en las afueras de las grandes ciudades, donde hay grandes espacioso, en centros comerciales donde están concentradas muchas grandes superficies. Las pequeñas empresas conocen una rápida disminución de su actividad empresarial, aun si el gobierno les protege. Sin embargo, Francia sigue siendo uno de los países europeos donde hay más pequeñas empresas en el sector minorista, con cuatro personas en promedio por empresa. La venta por correspondencia se ha también desarrollado, dominada por La Redoute, Trois Suisses y CAMIF.

### Bancos
El sistema bancario es un pilar de la economía francesa. Las actividades bancarias emplean a más de 400 000 personas y contribuyen en casi el 3 % del PIB. Los principales grupos bancarios están entre las mayores empleadores del país y entre las mayores capitalizaciones bursátiles. Hay ahora más de 40 000 oficinas bancarios, 430 para un millón de personas. Algunos bancos ocupan un importante peso en el sector bancario francés: BNP Paribas, Société Générale, Crédit Agricole, Crédit Mutuel, Caisse d'épargne, Banque Populaire, Dexia, Natixis, CIC, Crédit Lyonnais. Estas se encuentran entre las empresas que emplean el mayor número de personas. La empresa pública La Poste, que asegura la distribución del correo, ha diversificado mucho sus actividades hacia el sector bancario y las actividades financieras, con su filial La Banque Postale, y tienen 17 000 oficinas bancarias en Francia y 10 millones de clientes.
Los bancos se han adaptado rápidamente a las privatizaciones de los años 1980 y han resistido a las crisis bancarias desde 1990. El sector bancario ha experimentado grandes cambios desde principios de los años sesenta: la oposición tradicional entre los bancos convencionales y los bancos de inversión se desvaneció. El sistema bancario se ha desarrollado mucho. Los bancos han internacionalizado sus actividades a raíz de la mundialización del comercio y de la libre circulación de los capitales dentro de la Comunidad Europea. El reciente período se ha caracterizado por una aceleración de las fusiones entre bancos franceses pero también con grupos extranjeros. Los bancos franceses son muy presentes en el extranjero, y en particular en Europa. El número de empresas de créditos está reduciendo rápidamente desde hace dos decenios, y apenas supera 700 ahora.

### Aseguradores

AXA es una de las mayores aseguradoras del mundo.

El sector de los aseguradores franceses ocupa la cuarta posición en todo el mundo con un volumen de negocios superior a 195 mil millones de euros en 2007, de los cuales 93 mil millones fueron realizados en el extranjero. El sector tiene un peso significativo, emplea a 145 000 personas. Tiene cerca de 480 empresas, pero el sector está dominado por algunas grandes aseguradores.
Los mayores aseguradores franceses son grupos internacionales que han diversificado sus actividades en los últimos años para mejorar su rentabilidad, y muchas empresas fusionaron a nivel nacional tan como europeo. AXA, el mayor asegurador francés, (volumen de negocios de 91 mil millones de euros en 2008) es presente en más de 30 países, tiene 80 millones de clientes y 214 000 empleados. CNP Assurances (29 mil millones de euros), la primera aseguradora de personas en Francia, es presente en Europa y en Sudamérica. El Crédit Agricole, que es un banco, tiene una filial para los seguros, segundo asegurador en el territorio nacional.
AGF (11 000 millones de euros), que estaba en el origen una empresa francesa, fue comprada por el alemán Allianz, el líder europea para los seguros, en 2007. Otros mayor aseguradores incluyen Groupama, BNP Paribas Assurances y Sogecap (filial de la Société Générale). Los mayores mutuos son MMA, MACIF, GMF y MAIF, pero son sobre todo presentes en Francia.

## Población y migración

### Población
Francia, con 834 000 nacimientos en 2008 (contra 543 000 decesos) es el país europeo donde nacen más personas y uno de los pocos países donde el crecimiento de la población no está asegurada por la sola inmigración. Mientras que la población francesa estaba tan grande en 1945 que en 1900 (alrededor de 41 millones de habitantes), en 2008 incluye más de 64 millones de franceses.
Pero la importancia de esos nacimientos se debe principalmente al hecho de que las madres pertenecen a las generaciones del baby boom. Pero en las treinta próximas décadas las mujeres serán menos que sus madres. Así, alrededor de 2050, los nacimientos y las muertes deberían ser equilibradas.

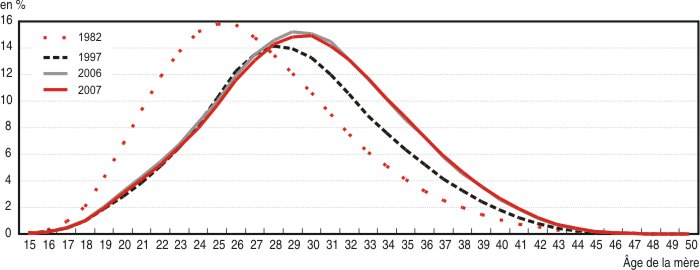
Evolución de la tasa de fecundidad desde hace 30 años.

En 2006, Francia se convirtió en el primer país de Europa en materia de fecundidad, superando Irlanda por primera vez. Con una tasa de fertilidad de dos hijos por mujer, El país está en una situación cercana a la de la década de 1960, después de un largo paréntesis durante el cual la simple sustitución de generaciones no estaba garantizada.
El punto más bajo se había alcanzado a mediados de 1990 con una tasa de 1.65. En toda Europa, hay una reanudación de la fertilidad, pero sigue en niveles muy bajos en países como Polonia (1.23 hijos por mujer), Italia (1.33) o la Alemania (1.37), donde a menudo las mujeres deben elegir entre el trabajo y la maternidad.
Francia se caracteriza por altas tasas de fecundidad y una fuerte participación de las mujeres en la fuerza de trabajo con una tasa de participación del 80 % para las mujeres de 25 a 49 años. Además, este equilibrio entre la maternidad y el trabajo se realiza sin un gran trabajo a tiempo parcial como en el Reino Unido o los Países Bajos (donde el 75 % de las mujeres son a tiempo parcial).
El trabajo no impide tener hijos, incluso eso crea condiciones favorables para mejorar la fertilidad. Desde hace mucho hay una política familiar para desarrollar viveros (320 000 niños en 2005 es decir un niño de cada diez) y acoger a todos los niños en la escuela a tres años. Otras medidas incluyen las prestaciones familiares pagadas a los padres, los beneficios fiscales relacionados con la presencia de niños, la mejora de las competencias relacionadas con los niños (cuidadores), el desarrollo de la licencia parental.
| Año  | Población total | Nacimientos | Muertos | Soldo natural | Migración neta |
| ---- | --------------- | ----------- | ------- | ------------- | -------------- |
| 1999 | 60 123          | 775.8       | 547.3   | + 228.5       | + 63           |
| 2008 | 63 937          | 834.0       | 543.5   | + 290.5       | + 76           |

| Años | Menos de 20 años | Entre 20 y 64 años | 65 años y más |
| ---- | ---------------- | ------------------ | ------------- |
| 1999 | 25.9             | 58.4               | 15.7          |
| 2008 | 24.9             | 58.7               | 16.4          |

### Ancianos

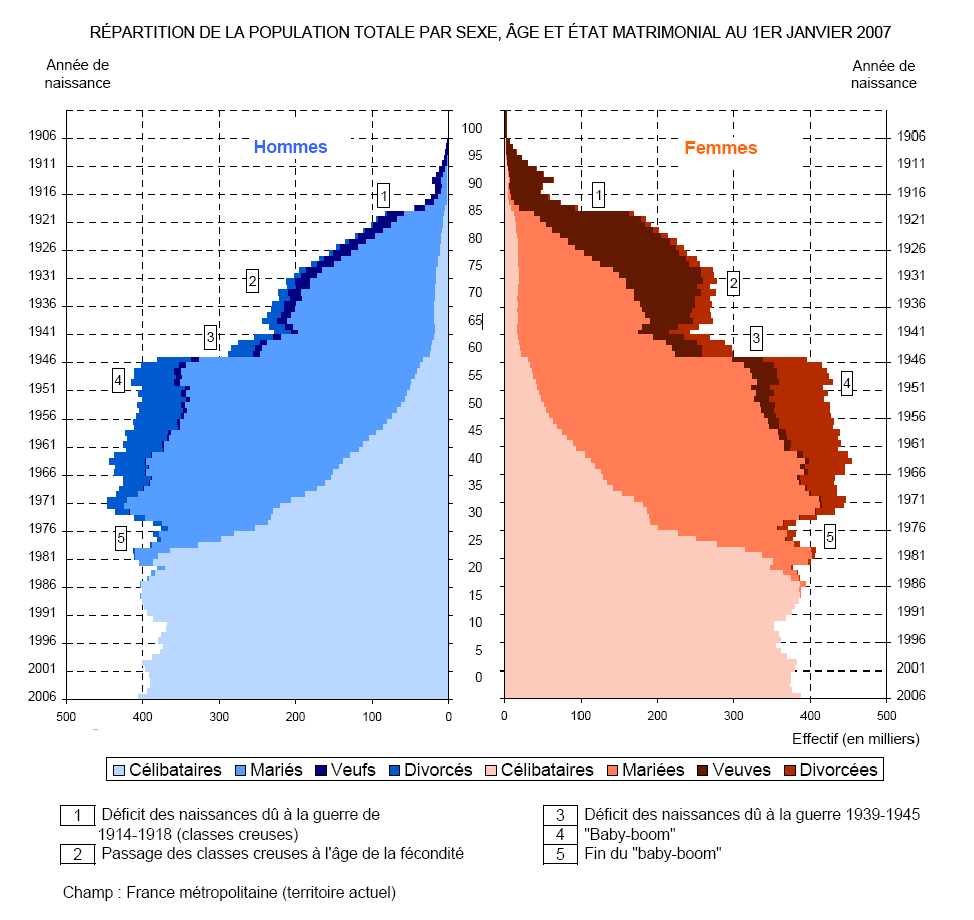
Estructura de la población francesa según la edad.

Más de 13 000 franceses en 2009 superaron 100 años, y podrían ser 60 000 en 2050, entre los cuales una gran mayoría son mujeres. Hoy en día, la esperanza de vida al nacer (o vida media) es de 77 años para los hombres y 84 años para las mujeres y aumenta en dos o tres meses al año. En 1950, la esperanza media de vida en los países desarrollados era de alrededor de 66 años.
La población se alimenta mejor que antaño, la higiene es mejor y las enfermedades infecciosas han disminuido significativamente, afectando hoy más los niños que las personas mayores, mucho mejor curadas que en el pasado. Por lo tanto, el porcentaje de personas de la tercera edad (60 años y más) en la población en 2009 es alrededor del 22 %.
En 2050, Francia puede contar (según los demógrafos) alrededor de 20 millones de personas de más de 60 años, y entre ellos la mitad de 75 años y más, casi un tercio de la población de entonces. La mediana de edad (la edad por debajo de la cual es la mitad de la población) aumentaría de 37 a 45 años, un fenómeno común a todos los países desarrollados.
Por lo tanto, el futuro de las pensiones es en cuestión. En el sistema francés de los regímenes de pensiones, deben ser, en principio, un equilibrio entre los ingresos, alimentado por las contribuciones de personas que trabajan y los gastos de las pensiones de jubilación consistirá. Este equilibrio se ve seriamente amenazado.
En 2005, había en Francia más de 195 contribuyentes por 100 jubilados, debido a una combinación de factores, entre ellos el desempleo, la baja participación de la mujer antes de la década de 1970, la edad de jubilación a los 60 años y la entrada tardía de los jóvenes en el trabajo. Dentro de 25 años, la situación podría empeorar si estos factores se combinan, y Francia podría haber dos jubilados por tres activos.
El envejecimiento de la población causa inevitablemente un aumento en el consumo de medicamentos, y, por tanto, en los costes sanitarios. Según las análisis más pesimistas, podría haber entre 2000 y 2050 un crecimiento del 40 % en el gasto en salud debido únicamente al envejecimiento, y el presupuesto de la salud podría representar un tercio del PIB. Desde un punto de vista médico, parece urgente desarrollar la investigación que podría evitar, o prevenir ese tipo de aumento de los costos asociados con una vida útil más larga.

### Migraciones
La migración neta en Francia se estima en 75 000 personas en 2008. El país mantiene su especificidad en comparación con sus vecinos europeos, en los cuales la migración contribuye a una cuarta parte del crecimiento de la población, mientras que en Francia representa el 80 % del crecimiento de los veinticinco países de la Unión Europea.

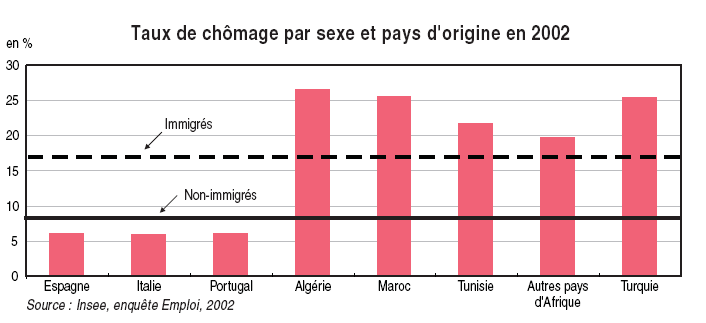
La tasa de paro de los inmigrantes es mayor al promedio.

Desde 1975, la proporción de inmigrantes en la población se ha mantenido estable, pero la inmigración ha cambiado: las migraciones por motivos familiares han aumentado, hay más mujeres y vienen de países cada vez más lejanos. Los inmigrantes son más frecuentemente casados que el resto de la población y con más niños, tienen bajos ingresos y se concentran en las grandes ciudades.
Los inmigrantes son los más afectados por el desempleo, ocupan puestos de obreros o empleados en los servicios con poca cualificación. Sin embargo, su representación excesiva en la industria y la construcción está bajando. Además, los descendientes de los migrantes tienen el mismo estatuto social y nivel de vida que los nativos de mismo origen social.
El desempleo de los inmigrantes es uno de los mayor problemas. Los inmigrantes tienen más probabilidades que los nativos de estar desempleados o haciendo un trabajo para los que son sobre calificados. Para los hijos,incluso habiendo nacido en Francia y con calificaciones medias, medias-altas, también resulta difícil encontrar trabajo. Los inmigrantes, especialmente los recién llegados, se encuentran entre los más afectados en crisis económicas, ya que muchos tienen puestos de trabajo poco cualificados o trabajan en sectores cíclicos, como la construcción. Las capacidades de los inmigrantes altamente calificados no son muy utilizadas ni reconocidas, pero poco a poco va cambiando a medida que la integración se complementa

## Empleo
La población activa en Francia, según la definición del OIT (personas entre 15 y 64 años que tienen un puesto de trabajo o están desempleados) estaba acerca de 28 millones de personas en 2007. Entre ellas, unas 25.5 millones de personas estaban empleadas, o sea unas 2.5 millones se encontraban en el desempleo según la OIT. Eso corresponde a una tasa de participación de una tasa de empleo de 64.5 %.
La tasa de participación de las mujeres es del 65 % (y el tasa de empleo del 60 %) contra el 75 % (tasa de empleo 69 %) para los hombres, y las mujeres representan un 47 % de la población activa total. Si se toma como referencia la población de más de 15 años (49.5 millones de personas), la tasa de participación es del 56 %. La de los hombres es del 62 % y de las mujeres del 51 %.
En cuanto al paro, la situación del mercado del trabajo ha mejorado en los últimos años, pero la diferencia con respecto a países con mejores resultados siguen siendo significativa. Mientras que había alcanzado un 12 % en 1996, la tasa de desempleo francés se redujo al 7.5 % a mediados del 2007. Esta sigue siendo, sin embargo, un punto porcentual por encima de la media de EU-15 y casi tres puntos por encima de la media de la OCDE. Otro problema es que el desempleo en Francia puede durar más tiempo que en otros países: 40 % de los desempleados quedan en el paro más de un año, y 20 % más de dos años.

### Participación y empleo

#### Evolución de la participación
Mientras que la población había aumentado durante el siglo XIX, el número de activos evolucionó poco en cincuenta años. En 1962 como en 1911, el censo de población contaba 20 millones de activos, contra 13 millones en 1806. La población en edad de trabajar (15-64 años según la definición de la OIT) aumentó en 3.3 millones entre 1911 y 1962, pero la tasa de actividad bajó. Según los censos, la fuerza de trabajo representaba el 69 % de los 15-64 años en 1962 contra el 78 % en 1911.
El trabajo hembro está en declive a cualquier edad, porque el peso relativo de la agricultura está disminuyendo. Desde 1921, las tasas de actividad para los hombres jóvenes (15 a 24 años) y más antiguos (más de 60) también están a la baja. Sin embargo, aproximadamente siete de cada diez hombres de 15 a 24 años, como de 60 a 64 años, aún estaban activos en 1962. A principios de los años sesenta, hubo tres movimientos: la avanzada de la generación baby boom, la migración y el flujo de las mujeres en el mercado laboral. A partir de 1975 y hasta 1995, los ancianos y los jóvenes son "excluidos" del mercado laboral.
Desde los principios de los años sesenta, el número de empleos creció rápidamente con un ritmo cercano a lo de la población activa. La desaceleración de la actividad económica puso fin a esta situación. El número de puestos de trabajo se redujo en cerca de 400 000 durante la primera mitad de la década de los ochenta y, a continuación, 500 000 de 1991 a 1993, mientras que en las etapas de la recuperación (76-79, 86-91) el empleo creció a un ritmo cercano a lo de los años sesenta. De eso resultó el aumento del desempleo masivo y persistente.
La población en edad de trabajar disminuirá después de 2010, pero la población seguirá aumentando durante varios años. Más allá de 2020-2030, es difícil anticipar los cambios en la fuerza de trabajo. La disminución de la fuerza de trabajo podría detenerse, al menos parcialmente. La edad de cese de actividad podría aumentar aún más debido al aumento de la duración de contribución. La tasa neta de migración de los trabajadores puede aumentar. También podría haber un aumento de la fecundidad más allá de 2030.

#### Empleo femenino
A pesar de una creciente diversidad en el mercado laboral y de la mejor cualificación de las mujeres, las principales diferencias entre hombres y mujeres en cuanto a los puestos de trabajo se mantienen. Hay ocupaciones que quedan principalmente el monopolio de un sexo. Las mujeres ocupan puestos en los servicios personales, la educación, la salud y la acción social. En contraste, la construcción son sectores masculinos. También, mucho más mujeres ocupan puestos a tiempo parcial y tienen puestos menos estables. Casi una de cada tres mujeres trabajan a tiempo parcial, contra un hombre de veinte.
Una persona de cada dos de más de 15 años y casi dos tercios de personas en edad de trabajar (15-64 años) trabajan. Pero a todos los periodos de la vida, la tasa de empleo de los hombres es mayor de la de las mujeres. Entre 25 y 49 años, la diferencia es más pronunciada: 89 % de los hombres de esa edad están en el empleo, frente al 76 % de mujeres.
En estas edades, las madres suelen ser menos activos en el mercado de trabajo que otras mujeres (80 % contra 89 %) en contraste con los hombres que suelen ser más activos cuando tienen hijos. Entre 15 y 25 años, esta diferencia es menor (68 % de los hombres y 71 %). Al final de la vida, entre 55 y 64 años, el 44 % de los hombres y el 39 % de mujeres son empleados. En total, más del 51 % de las mujeres de 15 años o más son activas, 10 puntos menos que los hombres. Sin embargo, en comparación con Europa, las mujeres francesas son los más activos detrás de países nórdicos (Dinamarca, Finlandia, Noruega y Suecia).

#### Empleo de las minorías raciales
Los inmigrantes se encuentran entre los trabajadores poco cualificados y trabajan en sectores como los servicios a los particulares, las ventas, la construcción y obras públicas. En un contexto general de envejecimiento de la población en Europa, con perspectivas disminución de la población en edad de trabajar, la inmigración va a desempeñar un papel de apoyo para satisfacer las necesidades del mercado laboral. A pesar de la liberalización del mercado laboral en Europa, la inmigración europea es minoritaria.
Las minorías raciales son más frecuentemente en desempleo que el resto de la población, en parte por culpa a la discriminación. La discriminación por motivos de origen étnico para la contratación de nuevos empleados es ilegal, y hay leyes que sancionan tal práctica, pero solo el 29 % de los ciudadanos franceses conocen esta ley: esta falta de sensibilización de la opinión pública constituye un fuerte obstáculo para la aplicación efectiva de las normas jurídicas. De hecho, para que las leyes se cumplan, las personas tienen que tomar acciones legales, así los trabajadores deben saber que tienen el derecho legal a la igualdad de trato. Por eso, la HALDE (Alta Autoridad de Lucha contra la Discriminación y Promoción de la Igualdad) fue creada en 2005 para llevar campañas de información y educación.
Aunque es demasiado pronto para evaluar su impacto, la HALDE tiene una fuerte influencia, y puede desempeñar un papel importante en la lucha contra la discriminación. Tiene facultades de investigación a fin de que puedan ayudar a un individuo para reunir evidencia de discriminación, puede investigar a las empresas, incluso en ausencia de una reclamación individual, y puede aplicar sanciones cuando hay pruebas de discriminación, y por fin puede ayudar para resolver un conflicto de discriminación a través de la mediación en lugar de acciones judiciales.

#### Empleo de los jóvenes y de los ancianos
La situación del mercado laboral de los jóvenes y los trabajadores de más edad sigue siendo un problema. Los trabajadores de edad media trabajan mucho en Francia, con el 82 % de las personas entre 25 a 54 años que tienen un empleo, contra el 77 % en la zona de la OCDE. Por el contrario, la tasa de desempleo entre los jóvenes de entre 15 a 24 años es del 20 %, cuatro puntos porcentuales más que en la zona de la OCDE. En Francia, los jóvenes se enfrentan a fuertes obstáculos para obtener empleo en todos los niveles de escolaridad.
Asimismo, solo el 38 % de las personas entre 55 y 64 años están trabajando, 15 puntos porcentuales inferior a la media de la OCDE. Esta situación de bajas tasas de empleo de los trabajadores de más edad se debe a impuestos significativos, a un edad oficial de jubilación muy bajo (60 años), y a programas de jubilación con antelación financiados por el Estado.
Sin embargo, los gobiernos han adoptado medidas en los últimos años para mejorar la situación. Es posible jubilarse más tarde que antes, y medidas han sido adoptadas para aumentar los ingresos de los que trabajan más allá de la edad oficial de jubilación. Los programas de jubilación con antelación fueron reducidos. Usando la interfaz de usuario del sistema como una forma de jubilación anticipada se ha hecho más difícil. Pero la facilidad del acceso ampliado a las prestaciones por desempleo y períodos de contribución a niveles demasiados bajos siguen siendo problemas.

### Mercado laboral

#### Estatuto y formas del empleo
Casi el 90 % de los trabajadores están contratados por un empleador: son 23 millones contra dos millones de independientes. El empleo por cuenta propia (independientes) sigue siendo una minoría. La proporción de empleados independientes es dos veces más alta entre hombres que entre las mujeres. Los jóvenes están menos interesados en el empleo por cuenta propia: entre los menores de 25 años, menos del 2 % tienen un empleo por cuenta propia; entre más de 50 años, la proporción es de casi el 16 %. 

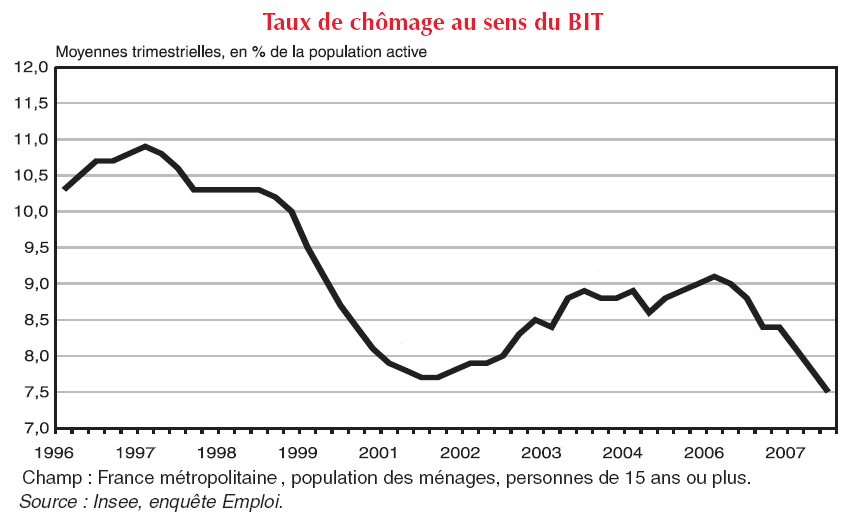
Tasa de desempleo en los últimos años.

El sector terciario emplea a ocho de cada diez empleados, y en este sector, el sector público incluye a dos empleados de cada diez.
20 millones de empleados tienen un contrato permanente y 3.1 millones tienen otros tipos de contratos (temporales, contratos a plazo fijo, pasantes, aprendices y contratos "ayudados"). Estas formas de empleo representan el 12 % del empleo. Sin embargo, la mayor parte de los nuevos empleos son a duradera limitada.

#### Legislación
La legislación de protección del empleo es bastante estricta. Las normas para los despidos en gran escala son significativas, las indemnizaciones legales son altas, hay restricciones sobre el uso de contratos de duración determinada y limitaciones sobre el tiempo de trabajo. Eso acarrea un aumento en los costes ambos de los despidos y de la mano de obra, reduciendo así la contratación. Sin embargo, los gobiernos de los últimos años han tomado medidas, tales como la suspensión de las leyes más estrictas de protección del empleo.
La rigidez del mercado laboral puede ser medida por el nombre de puestos de trabajo ocupados por personas desde hace menos de un año. Solo un 12 % de los puestos de trabajo están ocupados por personas que trabajan en su empresa por menos de un año. La tasa de renovación de la mano de obra es el más alto en la construcción (alrededor del 17 %). En casi todos los sectores del sector terciario, es más bajo, excepto en los servicios domésticos y personales (casi el 20 %). En la administración, es del 6 %, y en la industria menos del 9 %.
El sueldo mínimo es muy alto en comparación con otros países de la OCDE y reduce la contratación, especialmente para ciertos grupos como los jóvenes y los trabajadores poco cualificados. Desde hace dos décadas, los gobiernos han adoptado medidas de grandes reducciones de las cotizaciones sociales para los trabajadores con bajos salarios. Eso permito reducir los costes laborales, pero esta tendencia se ha ralentizado recientemente con la legislación sobre las 35 horas semanales. 

#### Duradera
Francia es ahora uno de los países de la OCDE donde la gente trabaja menos. El gobierno llevó a cabo al principio de los años 2000 una política de reducción del tiempo de trabajo, lo que empeoró la situación. No hay ningún país de la zona de la OCDE que haya aplicado esas políticas. Fue impuesta de manera autoritaria, por dos leyes de 1998 y 2001, y requiere el mantenimiento del poder adquisitivo de los empleados, mientras que otorgaba un apoyo financiero para las empresas. Por último, fue una política para crear nuevos empleos (así se llevó a cabo en una situación económica favorable). Los efectos a corto plazo de esta medida han sido probablemente positivos.
En una perspectiva a largo plazo, hay preocupaciones de que esta política de reducción colectiva del tiempo de trabajo pesa fuertemente sobre las finanzas públicas y penalice el potencial de crecimiento económico. Otros consideran que la disminución del tiempo de trabajo facilita su reparto y la creación de nuevos empleos, además de incrementar la retribución del trabajador por hora trabajada.
Además, solo el 64.5 % de las personas en edad de trabajar (15-64 años) tienen un empleo en Francia, en comparación con más del 70 % en países de la OCDE como Canadá, Dinamarca, los Países Bajos, Suecia, Estados Unidos y el Reino Unido. Según la OCDE, eso puede explicar la situación difícil del mercado labora en Francia.

#### Condiciones de trabajo
La salud mental de los trabajadores ha empeorado ligeramente en Francia en la última década. Al mismo tiempo, la proporción de los trabajadores sufriendo de problemas de salud mental está cerca de la media de la UE. Trabajos relacionados con los problemas de salud mental son más a menudo asociadas con las condiciones de trabajo más difíciles, tales como largas jornadas de trabajo y discriminación laboral.
Las condiciones de trabajo que tienen un impacto sobre la salud mental se han empeorado en Francia (la intensidad del trabajo y el cambio frecuente de trabajo), pero ciertos aspectos han mejorado (la discriminación en el lugar de trabajo). Sin embargo, la enfermedad mental sigue siendo más frecuente entre los desempleados o las otras personas inactivas, que entre aquellos que tienen un puesto de trabajo.

## Intercambios
Francia es el segundo exportador de Europa, por detrás de Alemania, y el quinto del mundo. Sus cuotas de mercado se sitúan en 4 % del total mundial, pero está reduciéndose desde el comienzo de los años 2000, a causa de una falta de competitividad de las empresas francesas. Después de haber conseguido excedentes récord en los años 1990, la situación de la balanza de los pagos no dejó de deteriorarse. A partir de los años 1960 y 1970, el francés comercio se ha concentrado hacia los países europeos, pero ahora está diversificando sus socios hacia los países emergentes y países de Europa del este. Sin embargo, su especialización sectorial se ha enfocado en productos manufacturados desde hace un medio siglo, sin gran modificación. La degradación rápida del comercio exterior desde los años 2000, mientras que Alemania registra un superávit récord en las mismas condiciones económicas, plantea la cuestión de la especialización de la industria francesa y de su competitividad.

### Importaciones
Se presentan a continuación las mercancías de mayor peso en las importaciones de Francia para el período 2010-hasta abril de 2015. Las cifras están expresadas en dólares estadounidenses valor FOB.

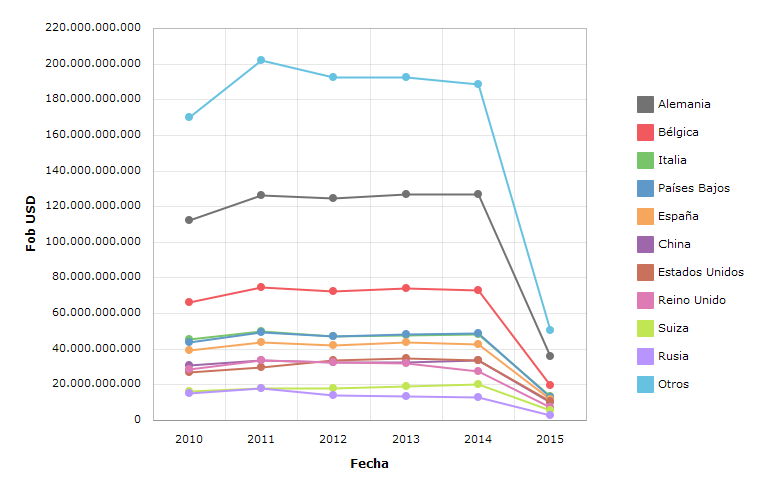
Importaciones de Francia del periodo 2010-hasta abril de 2015 medidas en valor FOB. [http://trade.nosis.com/es/Comex/Importacion-Exportacion/Francia/Todas-las-posiciones-arancelarias/FR/00 Fuente

| Fecha Mercadería por capítulo arancelario | 2010            | 2011            | 2012            | 2013            | 2014            | enero-abril de 2015 |
| --- | --------------- | --------------- | --------------- | --------------- | --------------- | ------------------- |
| 27 - combustibles minerales, aceites minerales y productos de su destilación; materias bituminosas; ceras minerales                                                                                  | 82 558 064 338  | 110 680 659 286 | 113 293 502 343 | 110 090 710 900 | 96 048 777 650  | 20 621 818 800      |
| 84 - calderas, máquinas, aparatos y artefactos mecánicos; partes de estas máquinas o aparatos | 66 916 384 478  | 75 029 077 038  | 72 210 065 812  | 74 279 870 511  | 74 329 262 967  | 21 331 336 198      |
| 87 - vehículos automóviles, tractores, velocípedos y demás vehículos terrestres, sus partes y accesorios                                                                                             | 55 749 499 772  | 62 317 990 898  | 54 947 167 755  | 58 037 852 210  | 57 888 095 587  | 17 045 527 262      |
| 85 - máquinas, aparatos y material eléctrico, y sus partes | 55 508 369 556  | 57 947 009 853  | 54 022 225 422  | 55 326 871 824  | 54 993 467 798  | 15 945 961 592      |
| 88 - aeronaves, vehículos espaciales y sus partes | 24 124 495 606  | 26 375 314 148  | 30 497 886 842  | 29 511 899 630  | 29 033 793 541  | 9 127 218 774       |
| 30 - medicamentos envasados | 24 907 108 320  | 25 803 722 500  | 26 209 957 455  | 26 031 582 279  | 27 810 048 648  | 7 217 594 796       |
| 39 - plásticos y sus derivados | 22 783 103 491  | 25 033 020 695  | 23 792 266 102  | 24 657 865 589  | 25 095 921 135  | 7 140 196 147       |
| 90 - instrumentos y aparatos de óptica, fotografía o cinematografía, de medida, control o precisión; instrumentos y aparatos medicoquirurgicos; partes y accesorios de estos instrumentos o aparatos | 18 003 942 385  | 18 646 738 580  | 18 524 153 458  | 19 252 647 707  | 19 157 728 072  | 5 618 374 080       |
| 29 - productos químicos orgánicos | 16 942 999 300  | 19 363 742 010  | 20 405 887 994  | 18 961 748 937  | 17 709 974 815  | 4 840 852 386       |
| 72 - hierro y acero de fundición | 14 418 266 247  | 17 778 949 711  | 14 303 585 551  | 13 609 308 955  | 13 423 780 675  | 3 710 241 918       |
| Demás capítulos | 213 500 982 835 | 240 238 612 398 | 228 288 147 897 | 235 778 714 374 | 240 432 848 088 | 68 500 982 333      |
| Total | 595 413 216 329 | 679 214 837 115 | 656 494 846 631 | 665 539 072 915 | 655 923 698 975 | 181 100 104 288     |

### Exportaciones
Se presentan a continuación los principales socios comerciales de Francia para el periodo 2010-hasta abril de 2015. La mayoría de sus importadores están en Europa salvo Rusia, Estados Unidos y China. Las cifras expresadas son en dólares estadounidenses valor FOB.

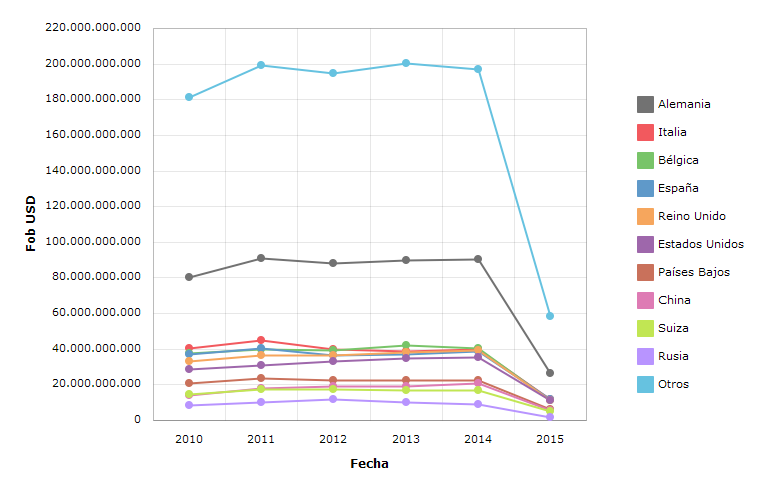
Exportaciones de Francia del periodo 2010-hasta abril de 2015 medidas en valor FOB. [http://trade.nosis.com/es/Comex/Importacion-Exportacion/Francia/Todas-las-posiciones-arancelarias/FR/00 Fuente

| Fecha País importador | 2010            | 2011            | 2012            | 2013            | 2014            | enero-abril de 2015 |
| --------------------- | --------------- | --------------- | --------------- | --------------- | --------------- | ------------------- |
| Alemania              | 80 040 064 841  | 90 795 590 989  | 88 386 222 681  | 89 546 955 083  | 90 603 199 585  | 26 562 037 843      |
| Italia                | 40 160 255 210  | 45 150 911 894  | 39 801 067 702  | 38 960 777 621  | 39 597 734 244  | 11 796 927 675      |
| Bélgica               | 37 468 353 665  | 39 717 416 903  | 39 515 042 729  | 42 340 334 030  | 40 228 622 733  | 11 269 214 567      |
| España                | 36 835 953 388  | 40 325 003 648  | 36 496 030 683  | 37 087 780 042  | 38 997 164 976  | 11 819 148 852      |
| Reino Unido           | 33 378 979 242  | 36 350 592 759  | 36 427 444 132  | 38 082 437 200  | 39 191 725 918  | 11 470 038 704      |
| Estados Unidos        | 28 589 717 326  | 30 894 173 221  | 33 278 016 243  | 34 993 034 288  | 35 402 987 259  | 11 092 322 850      |
| Países Bajos          | 20 661 438 417  | 23 462 066 308  | 22 707 515 770  | 22 464 733 118  | 22 445 667 419  | 6 284 735 308       |
| China                 | 14 035 918 301  | 17 720 157 735  | 18 867 784 658  | 19 120 739 191  | 20 800 719 094  | 5 532 676 762       |
| Suiza                 | 14 663 496 490  | 17 413 799 356  | 17 177 189 333  | 16 921 204 026  | 16 738 198 462  | 4 923 778 478       |
| Rusia                 | 8 150 634 293   | 9 970 071 920   | 11 525 187 460  | 9 979 283 931   | 8 778 228 569   | 1 684 280 292       |
| Resto del mundo       | 181 128 986 108 | 199 350 144 610 | 194 728 244 316 | 200 418 603 652 | 196 980 289 948 | 58 095 583 893      |
| Total                 | 495 113 797 282 | 551 149 929 344 | 538 909 745 708 | 549 915 882 180 | 549 764 538 206 | 16 053 074 5224     |

### Socios
Los intercambios se centran principalmente en países geográficamente próximos, en particular el Euromed que representa casi el 10 % de las exportaciones francesas, y países de Europa Central y Oriental. Fuera de Europa, Francia es particularmente activa en África y en menor medida en el Oriente Medio.

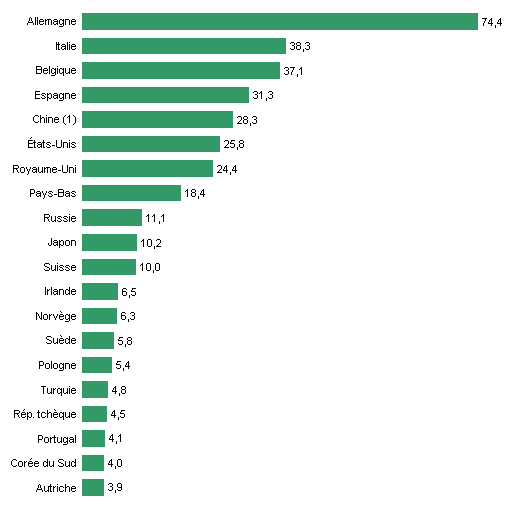
proveedores

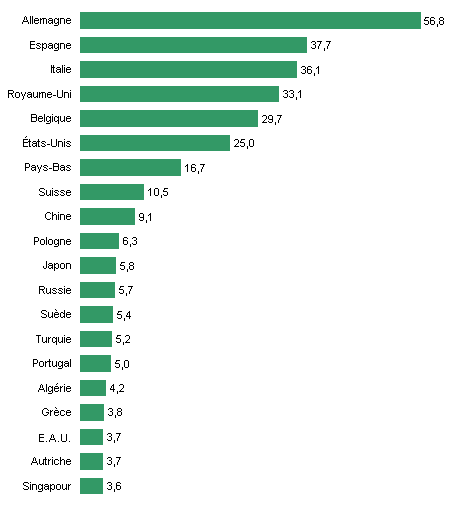
clientes

El mercado europeo representa dos tercios del comercio exterior francés. Las exportaciones franceses a la UE-27 representan el 63 % del total y las importaciones francesas provenientes de UE-27 el 59 %. Esta alta concentración del comercio en el mercado europeo es más importante en Francia que para Alemania, Reino Unido e Italia y eso es una tendencia estructural.
El déficit comercial francés con respecto a la UE está creciendo de manera constante en los últimos diez años. Esta degradación se debe principalmente al comercio con Alemania y los países del Benelux y es el signo de una pérdida la competitividad de las empresas nacionales.
También el comercio francés es orientado al Sur y al Este. El Magreb y otras regiones vecinas son clientes importantes para Francia: Francia está el segundo mayor exportador de productos manufacturados a todos los países mediterráneos (detrás de Alemania) y el mayor exportador a los países del Magreb, en particular Argelia y Túnez.
Sin embargo, el peso total de esos países es menor, y después de la Unión Europea, los Estados Unidos son el mayor socio comercial de Francia con el 6 % del comercio nacional. Sin embargo, en los próximos años la cuota de esos países en las exportaciones francesas cayera, al exportar cada vez más hacia mercados de alto crecimiento, como China y Brasil. También, Francia se ha orientado mucho hacia los países de Europa del este y de la Asia del Sureste, y la parte de sus intercambios con esos países ha aumentado mucho desde los años 1990.
Francia ya está bien posicionada en el mercado de los "BRIC". China es uno de los motores de la comercio desde finales de los años 1990, y ahora es el segundo proveedor de Francia. India, Rusia y Brasil han acelerado sus importaciones en los últimos años. Francia exporta más que el Reino Unido e Italia a China y Brasil, pero sigue siendo mucho detrás de Alemania. En China, su cuota de mercado es muy debajo en comparación con la de Alemania. En Rusia, el retraso es mucho más fuerte que en los otros tres mercados, pero es el cuarto proveedor para Francia, a causa de las exportaciones de gas. Francia saca provecho del comercio con esos países, aún hay un déficit comercial significativo.

### Especialización sectorial
La especialización sectorial Francia es inadecuada. Sus exportaciones son productos manufacturados afectados por la competencia de los países desarrollados. En un entorno competitivo caracterizado por la creciente gama de las exportaciones de los BRIC y la liberalización multilateral de los servicios, las cuotas de mercado de Francia están disminuyendo rápidamente. Las exportaciones franceses están posicionadas en los productos de alta tecnología, pero de media gama. Por fin Francia no es suficientemente implicada en las inversiones materiales.

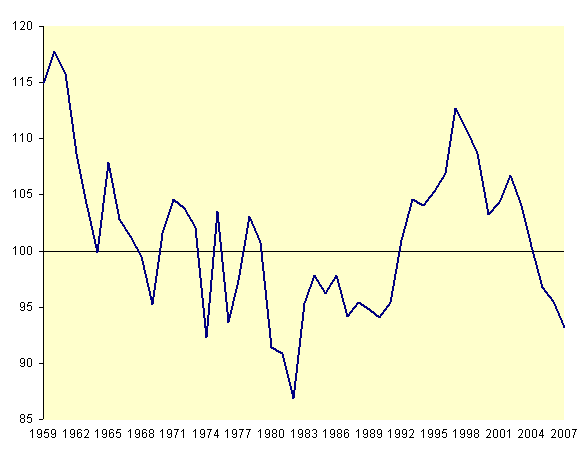
Evolución del ratio exportaciones/importaciones.

La mala situación del comercio se debe en gran parte a su especialización industrial inadecuada en comparación con los otros países de la OCDE. La industria francesa es orientada a la media y alta tecnología, en lugar de la alta tecnología. Francia tiene una especialización en alta tecnología, con exportaciones de la industria aeroespacial y productos farmacéuticos, pero Alemania tiene una posición más elevada que Francia en materia de gama.
La gama media representa una mayor proporción de las exportaciones francesas: Francia exporta en la gama alta para el sector baja tecnología, pero más bien en la media gama para la alta tecnología. Al contrario, Alemania refuerza su posición en la alta calidad, en todos los niveles de tecnología.
Además, los productos franceses no tienen una competitividad suficiente, incluyendo para la alta tecnología y la alta gama. Francia ha perdido cuotas de mercado para las exportaciones de productos con alto valor añadido. Primero hay una especialización sectorial inadecuada, ya que Francia produce bienes de capital que son sensibles a los precios y los tipos de cambio (competitividad-precio o coste), cuando Alemania produce bienes industriales cuyas ventas no pueden ser afectadas por las variaciones del precio (competitividad estructural). También la especialización geográfica es inadecuada, ya que Francia es insuficientemente orientada a los países con un alto crecimiento, como India, China y los países emergentes.

### Competitividad
La industria francesa sufre tres grandes problemas: la desindustrialización, la debilidad de la innovación y la debilidad del apoyo público a la innovación industrial. La competencia creciente a nivel mundial y la aparición de nuevos mercados en los que las empresas francesas no son suficientemente presentes son las principales razones de las pérdidas de cuotas de mercado. También la política industrial del gobierno parece inadecuada, al contrario de países como Japón y EE. UU.
Todos los trabajos recientes son pesimistas en cuanto la situación de la industria francesa. La investigación es insuficiente. Entre 1980 y 2004, la industria ha perdido 1.5 millones de empleos, un tercio de su fuerza de trabajo, y la parte de la producción industrial en el PIB bajo de 30 % a 20 %. Estos cifras se deben a la desindustrialización de la economía francesa: la industria alcanzó un máximo del 40 % de los activos en 1975 y bajo hasta 20 % en la actualidad.
La industria no se adaptó a la globalización. Además, Francia acumuló un retraso frente a los otros países desarrollados a partir de los principios de los años 90 en términos de I&D privada. Francia dedica el 2 % de su PIB a la investigación y la innovación frente al 2.7 % en los EE. UU. y el 3 % en Japón. El número de patentes no aumenta en los sectores de alta tecnología (productos farmacéuticos, biotecnología, microelectrónica).
La acción de los gobiernos en el apoyo a la innovación industrial es insuficiente. La asistencia del gobierno para defender los sectores tradicionales (aeronáutica, espacio, energía nuclear) representa casi el 80 % del total de la ayuda pública, lo que explica la debilidad de la ayuda en la tecnología más moderna. El resto de la ayuda está muy fragmentado, no se centra sectores específicos, en particular en las nuevas tecnologías con alto potencial industrial. Las ayudas públicas no ayudan suficientemente las compañías, en particular las mayores pymes, y la mayoría de las pymes son de tamaño demasiado pequeño y no crecen, así tienen dificultad exportar.
Así pues, dada la dispersión de los recursos y la baje de la competitividad, el gobierno francés ha creado en 2004 los polos de competitividad. Esos polos deben permitir una re orientación de los recursos públicos para poner en marcha programas de innovación industrial (la nanotecnología y la biotecnología). Estos programas permiten la coordinación de los actores públicos y privados en torno a un proyectos comunes. El objetivo es fortalecer las especialidades de la industria francesa, crear condiciones favorables para la aparición de nuevas actividades con una fuerte visibilidad internacional, y por tanto, mejorar el atractivo de los territorios y la lucha contra la deslocalización.

## Infraestructuras

### Transportes

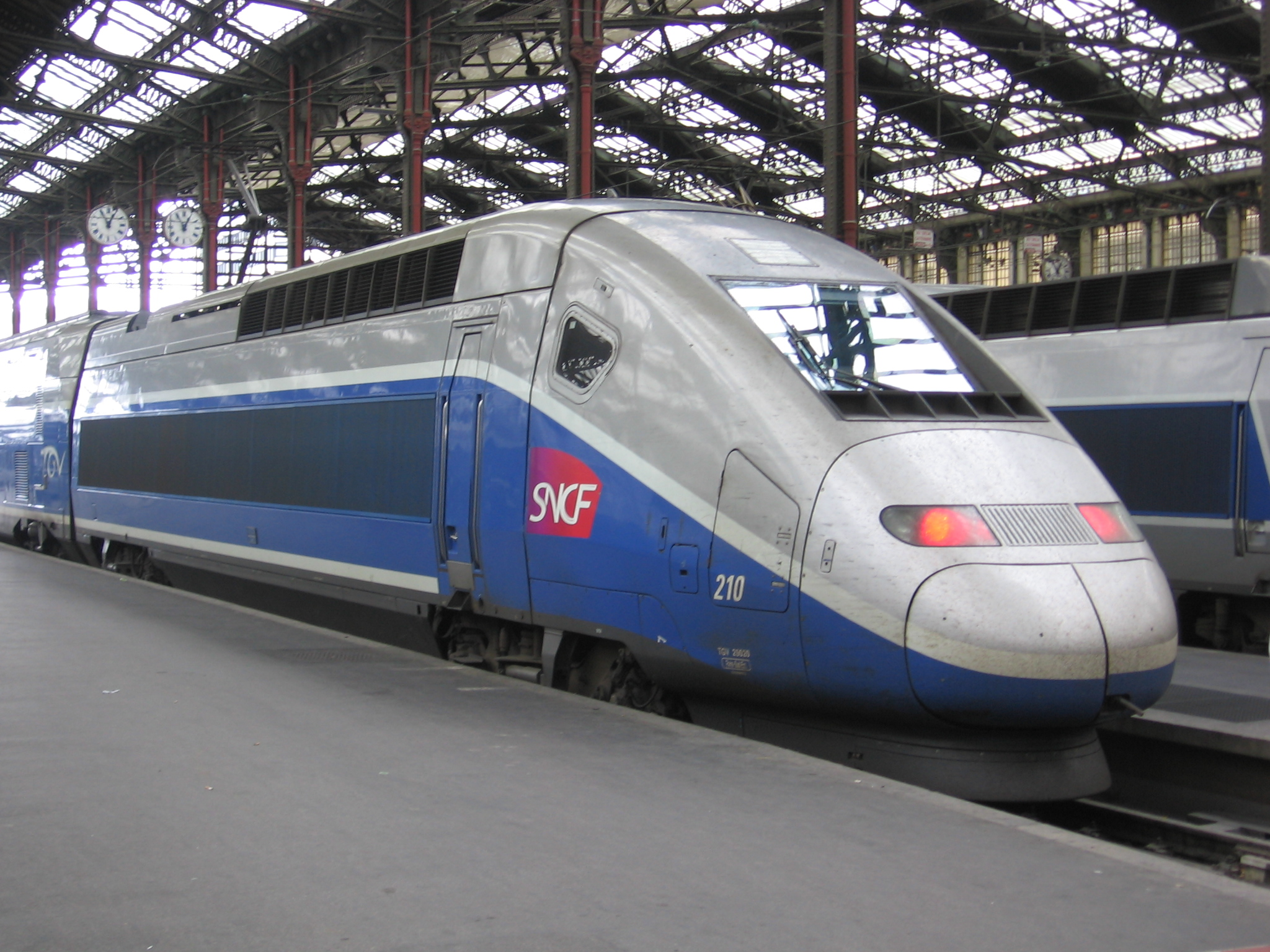
El TGV se extiende a toda Europa.

Francia tiene uno de los sistemas de transporte más densos y más eficientes en el mundo, con 146 km de carreteras y 6.2 km de líneas ferroviarias por cada 100 km². Los redes nacionales e internacionales se centran en París, lo que provoca un aumento de la influencia de la capital en la organización del territorio, y por lo tanto un desbalance. En los últimos años las redes de transportes han sido adaptadas a Europa, con muchos conexiones con los países vecinos.
En el ferrocarril, que ha disfrutado de dos décadas de espectacular desarrollo de las líneas de alta velocidad (TGV). En primer lugar con líneas internas que no dejan de modernizarse, en particular con la LGV Atlantique y la LGV Méditerranée, y, cada vez más, las conexiones con las redes en los países vecinos (Barcelona, Bruselas, Turín, Londres). Hay también una fuerte determinación del gobierno de practicar una política de transportes para mantener una red local en regiones abandonadas.

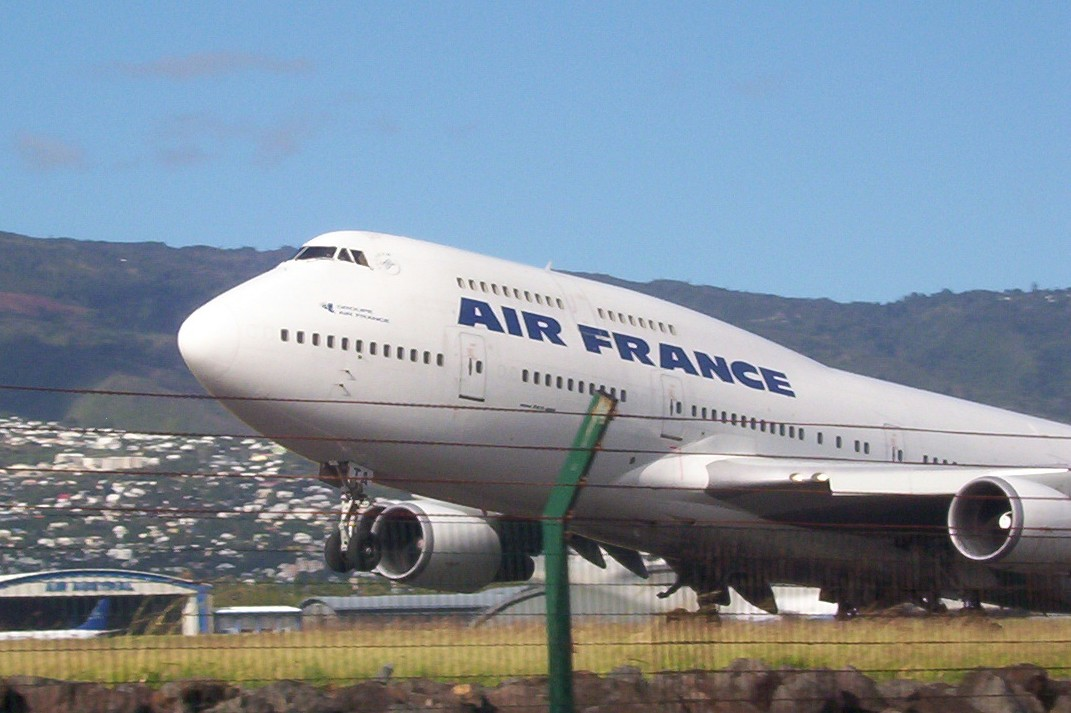
Air France es la primera compañía de transporte aéreo en Europa.

En cuanto al transporte aéreo, la fuerte competencia entre las compañías en Europa dio lugar al fortalecimiento de la posición dominante de Air France. Mientras que había algunos competidores, todos han desaparecido. A principios de los años 2000, Air France era la primera empresa europea y la tercera compañía aérea mundial para el transporte internacional de pasajeros y el cuarto para el transporte internacional de mercancías. Se fusionó en 2003 con KLM.
Air France-KLM se convirtió en el primer grupo europeo y el tercer grupo en todo el mundo en términos de tráfico, y el primer grupo en todo el mundo en términos de negocios. El tráfico de pasajeros es dominada por los aeropuertos de Orly y Roissy-Charles de Gaulle (el 38 % de tráfico local y el 76 % del tráfico internacional).

### Ciencia y tecnología
Francia tiene ventajas en ámbitos como la energía nuclear, la tecnología aeroespacial y el transporte y la agroindustria. No obstante, los resultados de la innovación, medidos por distintos indicadores, ha disminuido en los últimos años. La reducción de los gastos en I+D, que se redujeron de 2.3 % del PIB en 1995 a 2.1 % en 2006, ha llevado a Francia detrás de Alemania (2.5 %), pero sigue por delante el Reino Unido (1.8 %). Hasta mediados de los años 2000, Francia ha sido distanciada por sus principales competidores en las tecnologías de desarrollo rápido, incluidas la biotecnología y la nanotecnología.
Al igual que en muchos Estados miembros de la UE, el sector público representa una parte significativa del gasto en I+D, cuando la de las empresas privadas aumenta lentamente. Francia lleva un número de publicaciones científicas per cápita ligeramente por debajo de la media de la OCDE, y es superada por el Reino Unido y Austria, que, sin embargo, invierten menos en I+D. Francia fue responsable del 4.5 % de patentes presentadas en todo el mundo en 2005, y el número de patentes per cápita es de alrededor de la media de la OCDE. Si el número de patentes presentadas por las universidades se ha incrementado, la comercialización de los resultados de la investigación sigue siendo insatisfactoria.
La tasa de creación de empresas ha mejorado a través de iniciativas públicas pero son pocos las nuevas empresas que están creciendo. Las empresas francesas se están quedando atrás en cuanto al número de innovaciones de productos, incluyendo en la industria manufacturera, donde la innovación es crucial para la competitividad de las exportaciones. De hecho, entre 1996 y 2005, la proporción de las exportaciones de Francia de media y alta tecnología cayó al 6.8 % del total mundial. Las empresas francesas tienen resultados algo mejor en las innovaciones de procesos, sin embargo se sitúan acerca de la media.

### Medio ambiente
En Francia, como en la mayoría de los países industrializados, se ha desarrollado en el último cuarto de siglo una verdadera política medioambiental. Francia fue uno de los primeros países en crear, el 27 de enero de 1971, un Ministerio de Protección de la Naturaleza y el Medio Ambiente, encargado por aquel entonces simplemente de coordinar los esfuerzos del resto de los ministerios. Antes de eso, algunas medidas habían reflejado ya el interés que despertaban tales cuestiones, como demuestra la ley de 1960 por la que se creaban los parques nacionales, y la ley de 1964, muy avanzada para su época, que planteaba mecanismos de intervención económica, basados en el principio de «quien contamina paga».
De 1970 a 1998 la política francesa en materia de medio ambiente se centró en la puesta en marcha de una reglamentación y unas instituciones especializadas dedicadas a la recuperación y la eliminación de residuos (1976), al control de la calidad de aire (1981), y al control energético (1982), instituciones que en 1990 quedaron sumidas en la Agencia del Medio Ambiente y del Control Energético (ADEME). Todo ello desembocó en la adopción de un Plan Nacional para el Medio Ambiente (1990) que condujo a la primera reforma de peso de la administración encargada del medio ambiente que supuso sobre todo la creación en 1991 de 26 direcciones regionales del medio ambiente (DIREN).
El periodo 1989-2001 ha sido una etapa clave en la que la importancia del medio ambiente dentro de las políticas públicas se ha visto considerablemente reforzada por una renovación de la actuación pública (desarrollo de procedimientos de concertación y de contratación), por la modernización y el impulso dado a la administración medioambiental y por la consolidación del dispositivo legislativo, sobre todo mediante la ley de orientación sobre ordenamiento y desarrollo sostenible del territorio (1999) y la adopción del código del medio ambiente (2000).
A partir de 2002 se ha intensificado la atención al desarrollo sostenible por medio de la elaboración de una estrategia nacional, especialmente visible en el proyecto de la carta constitucional sobre medio ambiente; por medio de las políticas emprendidas sobre el agua, la naturaleza, los paisajes, la contaminación, la prevención o los riesgos; por medio de la ampliación de las capacidades en materia de evaluación medioambiental o de análisis socioeconómico; y también por medio de la acción internacional. La política nacional de desarrollo sostenible está supervisada por un Comité Interministerial de Desarrollo Sostenible (CIDD), creado en 2003 y presidido por el primer ministro, que reemplaza a tres instancias anteriores: el Comité Interministerial del Medio Ambiente (CIEN), la Comisión Interministerial de Lucha contra el Efecto Invernadero (CIES) y el Comité Interministerial de Prevención de Grandes Riesgos Naturales (CIPRNM).